# Pará
Pará é uma das 27 unidades federativas do Brasil. Está situado na Região Norte e tem por limites os estados de Amapá a norte, Maranhão a nordeste, Tocantins a sudeste, Mato Grosso a sul, Amazonas a oeste e Roraima a noroeste, além das regiões guianenses de Berbice Oriental–Corentine e Alto Tacutu–Alto Essequibo e do distrito surinamense de Sipaliwini a noroeste. É dividido em 144 municípios e sua área total é de 1 245 870,798 km², o que equivale a 14,6% da superfície do Brasil, tornando o estado o segundo maior do país e a 13ª maior subdivisão do mundo em extensão territorial. Sua capital é o município de Belém e seu atual governador é Helder Barbalho.
Com 8,7 milhões de habitantes, é o estado mais populoso da Região Norte e o nono mais populoso do Brasil. Dois de seus municípios possuem população acima de 500 mil habitantes: Belém, a capital e sua maior cidade com 1,4 milhão de habitantes em 2018 e Ananindeua, com 525,5 mil habitantes. O estado é, ainda, subdividido em 7 regiões geográficas intermediárias e 21 regiões geográficas imediatas. O Pará possui uma densidade demográfica considerada baixa, sendo superado apenas por Rondônia em sua macrorregião. Conforme dados do Instituto Brasileiro de Geografia e Estatística, em 2018 a densidade demográfica equivalia a 6,70 habitantes por quilômetro quadrado. Existem duas regiões metropolitanas no estado: a de Belém e a de Santarém, com população de 2,5 milhões e 335 mil habitantes, respectivamente.
A região que hoje forma o estado do Pará foi explorada, inicialmente, pelo espanhol Francisco de Orellana. Orellana iniciou sua viagem partindo da foz do rio Amazonas, percorrendo todo o Vale Amazônico, enquanto descrevia em cartas as belezas e possíveis riquezas do local (como as drogas do sertão), com os fatos mais prováveis de chamar a atenção da coroa espanhola. A partir do século XVII, a região foi denominada Conquista do Pará, passando a integrar a então Capitania do Maranhão da América Portuguesa. Em 1616, foi criada a Capitania do Grão-Pará e a cidade de Belém do Pará, quando os portugueses decidiram expandir seus domínios para o oeste. Posteriormente, foi criando o Estado do Grão-Pará e Rio Negro, que englobava tanto o atual estado do Pará como a Capitania de São José do Rio Negro (atual estado do Amazonas).
O território paraense é coberto pela maior floresta tropical do mundo, a Amazônia. O relevo é baixo e plano; 58% do território se encontram abaixo dos 200 metros. As altitudes superiores a 500 metros estão nas seguintes serras: Serra dos Carajás, Serra do Cachimbo e Serra do Acari. Nos últimos anos, o estado experimentou um notável crescimento econômico, registrando um Produto interno bruto (PIB) considerado alto e uma urbanização maciça em suas maiores cidades. No entanto, o Pará ainda registra vários problemas sociais e ambientais, especialmente em seu interior. Vem do Pará o maior índice de desmatamento no Brasil, mesmo em áreas de preservação ambiental, alinhado a outras anomalias sociais. Problemas como a pobreza e criminalidade são encontrados demasiadamente e o estado possui a segunda pior educação pública do Brasil, conforme o Programa das Nações Unidas para o Desenvolvimento (PNUD-Brasil), a capital mais favelizada do país, com mais da metade da população vivendo em favelas; o estado fica na terceira colocação, além do quarto menor Índice de Desenvolvimento Humano (IDH) da nação, com 0,698 (2017) e o município com a pior qualidade de vida em todo o país, Melgaço, situado na Ilha de Marajó.

## Etimologia
O topônimo Pará vem do nome do rio Pará, derivado do termo pa’ra, que na língua tupi-guaraní significa "rio-mar" ou "rio do tamanho do mar".
O termo rio-mar era como os índios denominavam o Rio Pará, uma bifurcação fluvial que serve como braço esquerdo do rio Tocantins, correndo ao sul da ilha de Marajó, que se une com as águas do rio Amazonas. Há partes do seu percurso tão largas ao ponto de não avistar a outra margem, mais parecendo um mar do que um rio.
Cujo gentílico é paraense, e também amazonida parauara; um tupinismo derivado do termo para'wara que representa "o que nasceu no rio-mar".

## História

### Primeiros povos

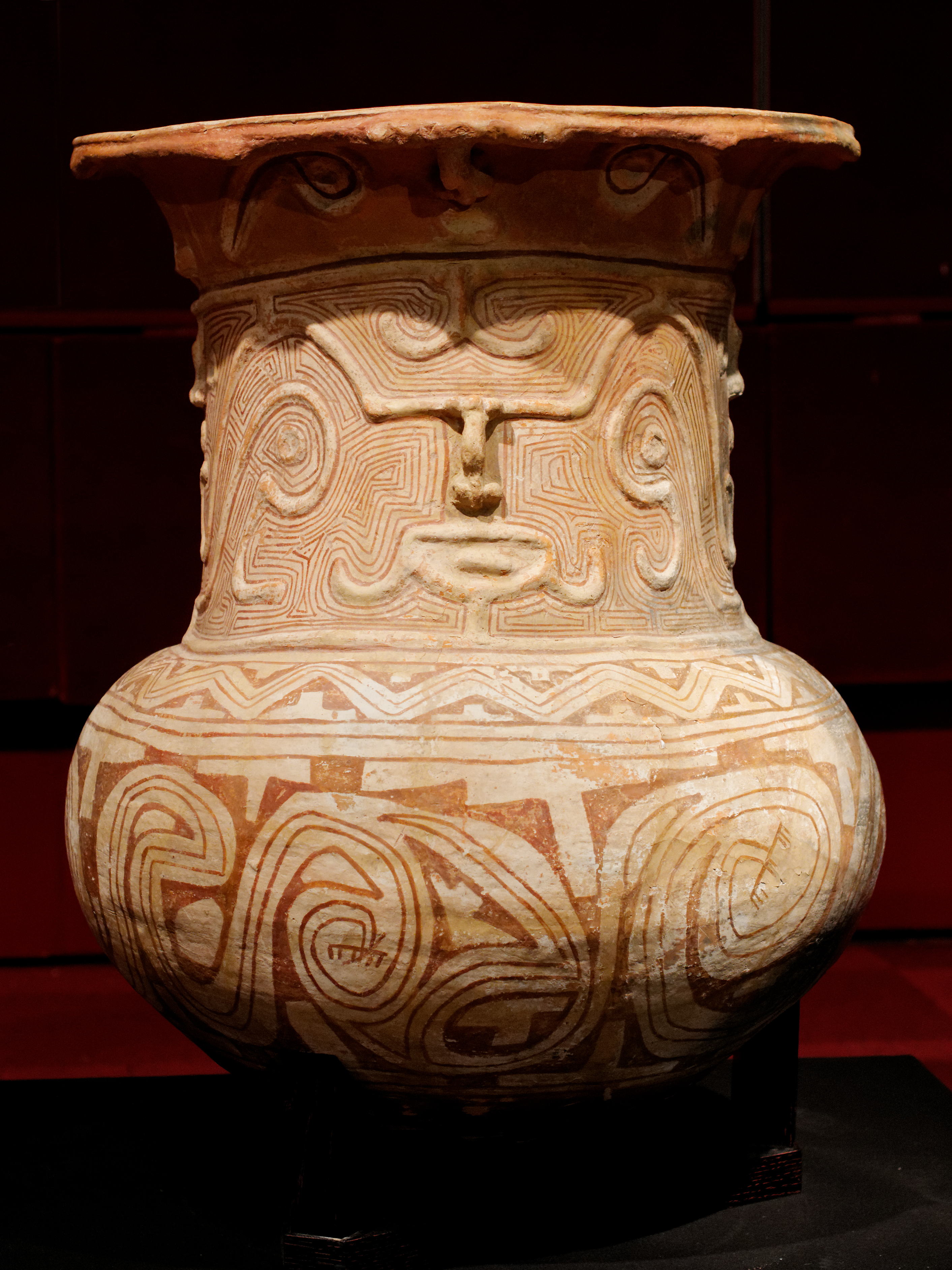
Urna funerária produzida pelo marajoaras, uma antiga e complexa sociedade que vivia no Arquipélago do Marajó.

A região da bacia amazônica já era habitada por grupos caçadores-coletores desde aproximadamente 12 mil a.C.
Por volta do ano 1000 a.C. a 1000 d.C. floresceram sociedades complexas, como as que habitavam a região de Santarém (inicialmente aldeia de Tapajós) e do Arquipélago do Marajó (inicialmente região Marinatambal). Estas sociedades se destacavam pelo alto nível de hierarquia social, produção de cerâmica, e a agricultura (particularmente a plantação de mandioca).
A sociedade marajoara (termo global) subdividia-se em fases distintas de acordo com níveis de ocupação e desenvolvimento social: Ananatuba, Mangueiras, Formiga, Acauã, Alta Marajoara e, Aruã. Nas duas últimas, desenvolveu-se o que chama-se de civilização (caracterizada basicamente por construção de comunidades fixas), chamada de Cacicados Amazônidas, que ia desde o Tapajós até a foz do rio Amazonas. No período de 400 a 1400 d.C., principalmente na ilha do Marajó, essas sociedades indígenas levantavam suas casas sobre morros artificiais, estrutura elevada que protegia das inundações, chamados de teso.

### Colonização
O vale amazônico, segundo o Tratado de Tordesilhas (1494), era de posse da Coroa espanhola. Em fevereiro de 1500, a foz do Rio Amazonas foi alcançada pelo navegador espanhol Vicente Yañez Pinzón. Seu primo, Diego de Lepe, também alcançou a foz do rio Amazonas, em abril do mesmo ano.
Em 1541, Gonzalo Pizarro e Francisco de Orellana, também espanhóis, partiram de Quito, no atual Equador, e atravessaram a cordilheira dos Andes, explorando o curso do rio até o Oceano Atlântico, onde atualmente encontra-se a Ilha de Marajó. A viagem durou de 1540 a 1542 e seus relatos foram concebidos pelo frei dominicano Gaspar de Carvajal. Ainda no século XVI, os espanhóis realizaram outra expedição similar à de Orellana. Pedro de Ursua também navegou o Amazonas, partindo do Peru, em busca do lendário Eldorado (1559-1561). O navegador foi assassinado durante a viagem, e a expedição passou a ser comandada por Lopo de Aguirre, que chegou ao oceano em 1561. Como resultado dessa jornada, a colonização espanhola na região acabou sendo adiada, pois os espanhóis mostraram-se cientes das dificuldades de conquistar tão vasto espaço.
No século XVI, neerlandeses, ingleses e franceses fizeram incursões no atual Pará, ignorada por Portugal e Espanha, em busca do urucum, guaraná e pimenta. Os portugueses só começaram a se interessar pela região no final do século XVI, por ser a entrada da Amazônia e ter riquezas naturais, além do interesse de outros Estados europeus na região.
Em 1616, um grupo de portugueses, liderados por Francisco Caldeira Castelo Branco, ergueu o Forte do Presépio, marco inicial da cidade de Belém, ponto de partida para a conquista portuguesa da Amazônia. Em 1621, foi criada a Capitania do Grão-Pará, subordinada ao Estado do Grão-Pará e Maranhão, criado no mesmo ano.

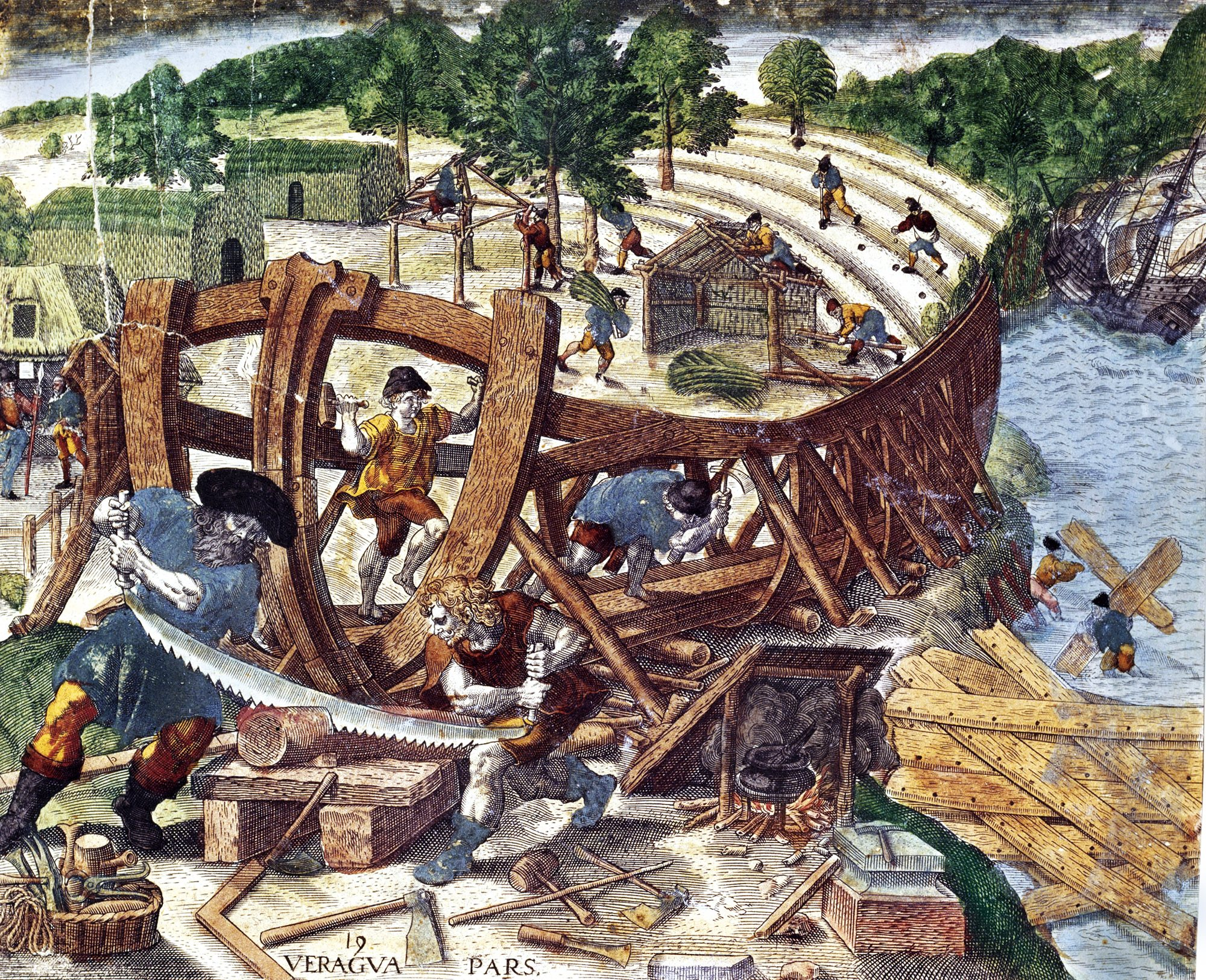
Homens da expedição de Francisco de Orellana construindo um pequeno bergantim, o "San Pedro", para ser usado na busca por comida na jornada pelo Rio Amazonas.

Ao longo do século XVII, a colonização portuguesa no Pará avançou pelo Vale Amazônico e Portugal enviou colonos para a região. Nesse século e na primeira metade do século XVIII, a economia paraense era baseada na extração das "drogas do sertão", nome dados a especiarias amazônicas como o guaraná, castanha-do-pará, fumo e tintas. Essas especiarias eram extraídas em missões religiosas ou feitorias, usando-se da mão-de-obra indígena, muitas vezes escravizada.
Em 1751, o Marquês do Pombal, então primeiro-ministro de Portugal, transferiu a capital do Estado do Grão-Pará de São Luís para Belém. Em 1755, para dinamizar a economia paraense, o governo metropolitano e da Capitania tomou decisões como a extinção da escravidão indígena, fim da influência jesuítica e a criação da Companhia de Comércio do Grão-Pará e Maranhão. Foi introduzida a mão-de-obra africana escravizada na região.
A Era Pombalina (1750-77) foi um período de prosperidade para o Pará, sobretudo por causa do cultivo de cacau, principal produto da região. No entanto, após a demissão de Pombal, em 1777, a região entrou em um período de longa decadência.

### Revolução Constitucionalista do Porto e Cabanagem
O Pará apoiou a Revolução Constitucional do Porto, ocorrida em Portugal entre 1820 e 1821, levante que foi reprimido. Por manter mais relações com Lisboa do que com o Rio de Janeiro, o Grão-Pará só aderiu à Independência do Brasil em 1823. A Província do Grão-Pará ficou esquecida pelo governo imperial, fator que, junto com as péssimas condições de vida da sua população, levaram ao levante popular conhecido como Cabanagem (1835-40).

### Ciclo da Borracha e República

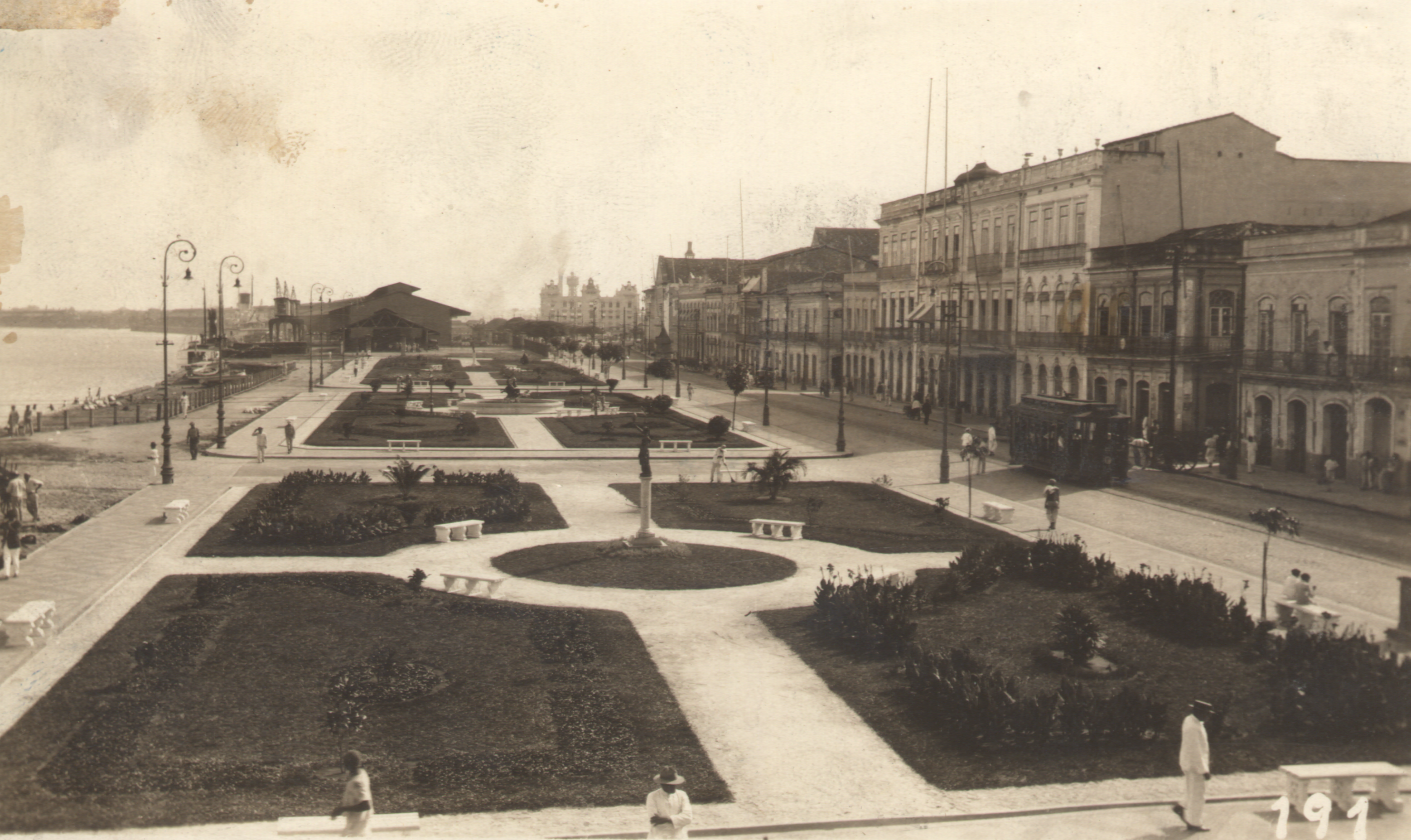
Belém, anos 1910. Arquivo Nacional.

Nas últimas décadas do século XIX e início do século XX, o Pará se integrou à economia nacional, graças ao ciclo da borracha, inserido no contexto da Revolução Industrial. Isso gerou uma prosperidade na Amazônia, que viveu um período conhecido como “Belle Époque”. Belém prosperou e foi urbanizada, ficando conhecida como “Paris n’América”: foram abertos grandes lojas e bancos e teatros, o Museu Paraense e o centro da cidade foi arborizado com mangueiras vindas da Índia. Para trabalhar nos seringais, vieram muitos nordestinos flagelados pela seca, principalmente cearenses.
Com a decadência do ciclo da borracha, na década de 1910, a Amazônia, incluindo o Pará, viveu décadas de decadência econômica e empobrecimento. A partir dos anos 1950, o Pará viveu um período de recuperação econômica, com a abertura das rodovias Belém-Brasília e Transamazônica e a agropecuária e extrativismo vegetal e mineral, concentrados no sul e sudoeste do estado. No entanto, o custo ambiental do desenvolvimento foi caro, principalmente por conta do desmatamento e contaminação do meio ambiente. Além disso, surgiram muitos conflitos fundiários, resultando, por exemplo, no Massacre de Eldorado do Carajás em 1996 e no assassinato da missionária, ambientalista e defensora dos sem-terra Dorothy Stang em 2005.

#### Divisão do estado

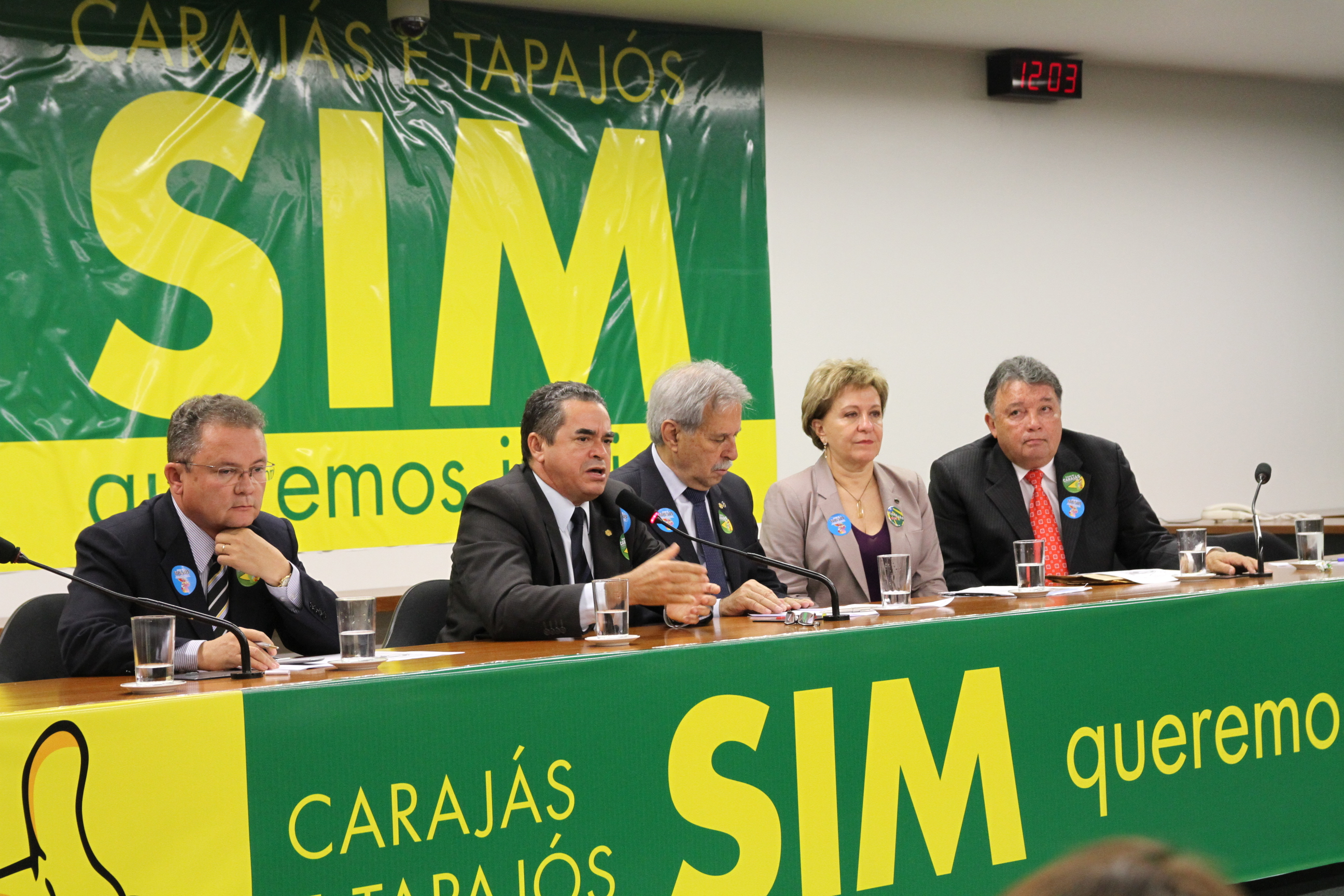
Frentes Parlamentares em defesa dos estados do Tapajós e Carajás na Câmara dos Deputados

O plenário da Câmara dos Deputados aprovou, em 2011, dois Decretos Legislativos (nº 136/2011 e nº137/2011) que autorizavam a realização de um plebiscito que iria decidir pela criação dos estados de Carajás e Tapajós, que seria uma divisão do estado do Pará. Os decretos, ao todo, destinaram recursos de R$ 10,4 milhões para a realização, sendo promulgados pelo presidente do Congresso Nacional, José Sarney (PMDB-AP).
Depois de promulgado, o plebiscito foi realizado em dezembro de 2011. No resultado final, 66,6% dos eleitores rejeitaram a criação dos estados de Carajás e do Tapajós, enquanto 33,4% se disseram favoráveis. Houve 1,05% de votos nulos e 0,41% em branco, em um total de 3,6 milhões de votos válidos. Cerca de 4.848.495 eleitores estavam aptos a votar, mas houve 1.246.646 abstenções, o equivalente a 25,71% do total. Os eleitores compareceram a 14.249 seções espalhadas em todo o estado.
Alguns analistas criticaram a cobertura considerada excessivamente parcial dos órgãos de imprensa do Pará. De um lado, veículos declaradamente contrários à criação dos estados de Tapajós e Carajás; do outro, jornais favoráveis à medida.
Estudos apresentados pelo Instituto de Pesquisa Econômica Aplicada (Ipea) mostraram que, em caso de separação do Pará em três estados, no plebiscito realizado no dia 11 de dezembro, todos ficariam deficitários. O Pará registra atualmente um superávit anual de aproximadamente R$ 300 milhões. Subtraindo as despesas da receita orçamentária do estado, Carajás terá déficit de pelo menos R$ 1 bilhão anual, Tapajós, de R$ 864 milhões, e o Pará remanescente, de R$ 850 milhões, totalizando aproximadamente um saldo negativo anual de R$ 2.714 bilhões à União.

## Geografia

Mapa climático do Pará

Quase todo o território estadual está inserido na Floresta Amazônica, mas também se encontram no Pará campos limpos, nas várzeas de alguns rios ou na Ilha de Marajó, e de cerrados. A vegetação sofreu muito desmatamento, como consequência da construção de rodovias, agricultura, pecuária e mineração. Dentre as espécies vegetais encontradas na Amazônia paraense, estão a seringueira, maçaranduba, castanheira, malva, timbó e madeiras de lei.
Apesar de o Brasil ser, caracteristicamente, um país de clima tropical, o Pará é dominado pelo clima equatorial (Am na classificação climática de Köppen-Geiger), que é predominante também na Amazônia.   O estado possui médias térmicas anuais entre 24 e 26 °C, além de alto índice pluviométrico, que chega a alcançar 2.000 mm nas proximidades do rio Amazonas. A quase totalidade de sua área encontra-se na floresta Amazônica, exceto nas partes onde existem formações de campos - região do baixo rio Trombetas e Arquipélago do Marajó.

### Relevo
O relevo do Pará é de altitudes modestas e formado por grandes superfícies planas e onduladas. Em torno de 86% do território estadual está abaixo de 300 m de altitude e cerca de 58%, abaixo de 200 m. Os cerca de 14% do território acima de 300 m de altitude consistem do Planalto das Guianas, ao norte, e da Serra dos Carajás e do Cachimbo ao sul. O relevo paraense é constituído das seguintes unidades: planície aluvial, platô de terra firme, encosta do Planalto Central, o Planalto das Guianas e planície litorânea.
A Planície aluvial se estende pelo vale do Rio Amazonas e de seus afluentes e é uma área sujeita a inundações. Já o platô de terra firme, o qual é constituído de terrenos sedimentares (arenitos), alarga-se ao norte e sul da várzea, com um relevo de tabuleiro de até 100 m de altitude. A encosta do Planalto Central Brasileiro, na qual estão as serras dos Carajás e do Cachimbo, é esculpida em rochas cristalinas e tem relevo ondulado. O Planalto das Guianas também é esculpido em rochas cristalinas. A planície litorânea é dominada pelos tabuleiros litorâneos, os quais, muitas vezes, formam as chamadas falésias.

### Hidrografia
A bacia hidrográfica do estado abrange área de 1.253.164 km², sendo 1.049.903 km² pertencentes à bacia Amazônica e 169.003 km² pertencentes à bacia do Tocantins. É formada por mais de 20 mil quilômetros de rios como o Amazonas, que corta o estado no sentido oeste/leste e deságua num grande delta marajoara, ou os rios Tocantins e Guamá que formam bacias independentes.
Não há um número exato de rios no estado do Pará, pois muitos deles são afluentes e apresentam diferentes tamanhos e extensões. No entanto, o estado é conhecido por seus rios vastos e imponentes, com destaque para o rio Amazonas, que é o rio mais extenso e caudaloso do mundo, e o Rio Tocantins, que é um dos principais afluentes do Rio Amazonas, assim como os rios Tapajós, Xingu e Curuá pela margem direita e os rios Trombetas, Nhamundá, Maicuru e Jari pela margem esquerda. Os rios principais, além do Amazonas, são os rios Tapajós, Tocantins, Xingu, Jari e Trombetas.
Além desses, há diversos outros rios importantes no estado, como o Rio Xingu, o Rio Araguaia, o Rio Tapajós, o Rio Jari, o Rio Guamá, o Rio Trombetas, o Rio Parauapebas, entre outros.
Estão também no Pará alguns dos mais importantes afluentes do Amazonas  Esta rede hidrográfica garante duas importantes vantagens: facilidade da navegação fluvial e potencial hidroenergético avaliado em mais de 25.000 MW.
- Rio Amazonas: É o rio mais extenso e caudaloso do mundo, com cerca de 6.992 km de comprimento. Atravessa o estado do Pará em sua porção oeste, sendo um importante meio de transporte para as populações ribeirinhas e um grande potencial hidrelétrico. É formado pela junção dos rios Marañón e Ucayali, na região da Tríplice Fronteira (Peru, Colômbia e Brasil).
- Rio Tocantins: É um dos principais afluentes do Rio Amazonas, com cerca de 2.640 km de extensão. Atravessa o estado do Pará em sua porção sudeste, sendo também importante para a navegação e produção de energia elétrica. Nasce no estado de Goiás, na Serra dos Caiapós.
- Rio Xingu: É um importante afluente do Rio Amazonas, com cerca de 1.979 km de extensão. Atravessa o estado do Pará em sua porção leste, sendo um importante ecossistema e abrigando diversas comunidades indígenas. Nasce na Serra do Roncador, em Mato Grosso.
- Rio Araguaia: É um rio que nasce no estado de Goiás e passa pelo estado do Pará em sua porção sudeste, com cerca de 2.627 km de extensão. É importante para a pesca e turismo na região. Nasce na Serra do Caiapó.
- Rio Tapajós: É um importante afluente do Rio Amazonas, com cerca de 1.900 km de extensão. Atravessa o estado do Pará em sua porção oeste, sendo importante para a navegação e pesca na região. Nasce na Serra do Caiapó, em Mato Grosso.
- Rio Jari: É um rio que nasce no estado do Amapá e passa pelo estado do Pará em sua porção leste, com cerca de 830 km de extensão. É importante para a navegação e produção de energia elétrica. Nasce na Serra do Tumucumaque.
- Rio Guamá: É um rio que nasce na Serra do Carajás e deságua na Baía do Marajó, com cerca de 480 km de extensão. É importante para a navegação e abastece a cidade de Belém.
- Rio Trombetas: É um rio que nasce na Serra do Cachimbo e deságua no Rio Amazonas, com cerca de 750 km de extensão. É importante para a mineração de bauxita na região.
- Rio Parauapebas: É um rio que nasce na Serra dos Carajás e deságua no Rio Tocantins, com cerca de 580 km de extensão. É importante para a navegação e abastece a cidade de Parauapebas.

## Demografia
O Pará possui uma população estimada de 8 690 745 habitantes em 2020, distribuídos em uma área territorial de 1 247 955 238 km². Dividido em 144 municípios, dentre os quais, importantes para a economia do estado são, Altamira, Ananindeua, Barcarena, Belém, Canaã dos Carajás, Castanhal, Itaituba, Marabá, Paragominas, Parauapebas, Redenção, Salinópolis, Tucuruí e Santarém.

### Composição étnica

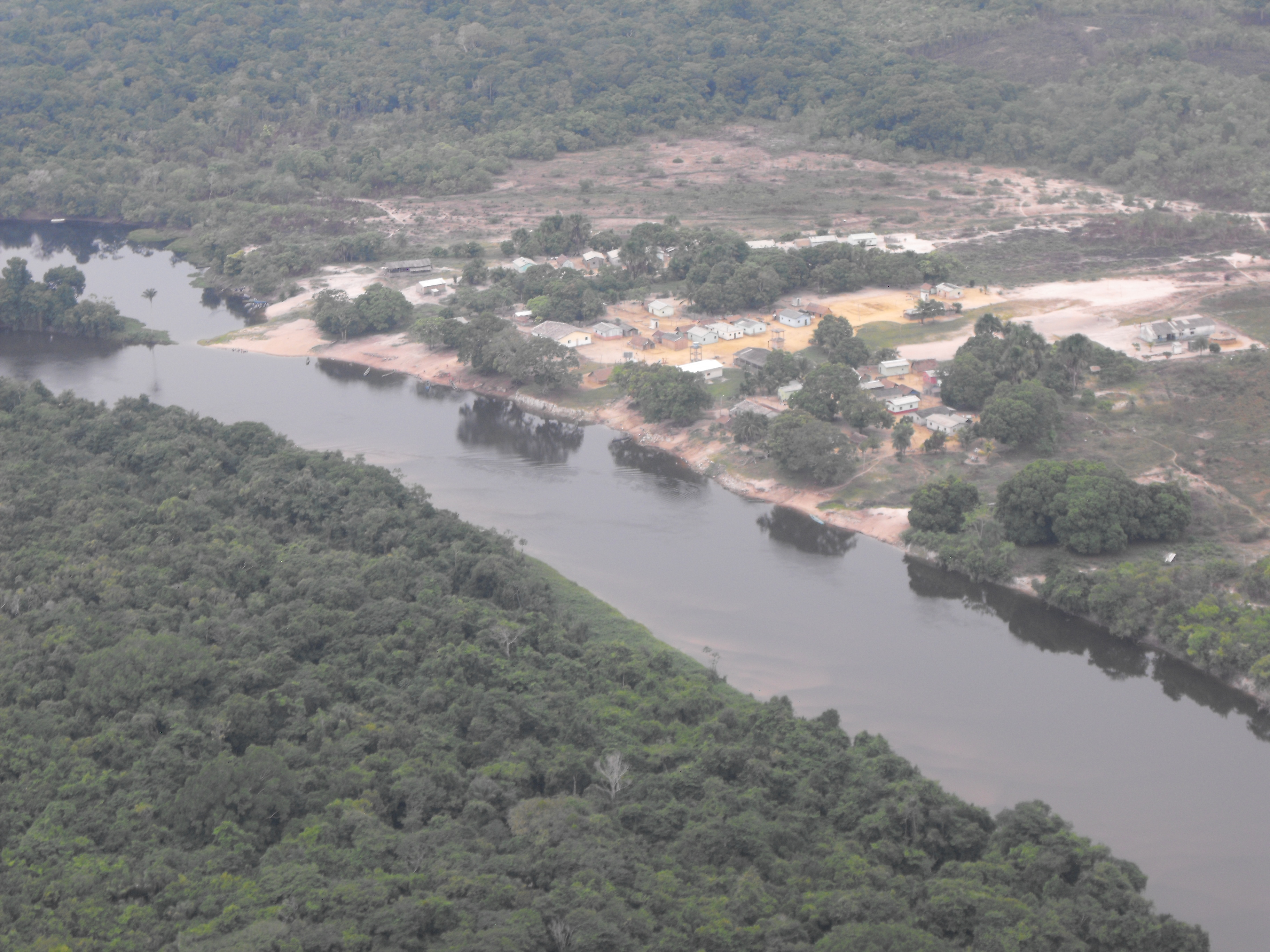
Uma aldeia dos mundurucus à margem esquerda do rio Cururu

Segundo os dados coletados pelo IBGE durante o Censo 2022, 69,9% da população se autoidentifica como pardos, 19,3% como brancos, 9,8% como pretos e 0,9% como indígenas e 0,1% como amarelos.
De acordo com um estudo genético de 2013, a ancestralidade da população de Belém foi assim descrita: 53,70% de contribuição europeia, 29,50% de contribuição indígena e 16,8% de contribuição africana. Em 2011, a ancestralidade da população de Belém seria a seguinte: 69,70% de contribuição europeia, 19,40% de contribuição indígena e 10,9% de contribuição africana.

### Imigrantes
A presença dos portugueses no estado teve início no século XVII. Em janeiro de 1616, o capitão português Francisco Caldeira Castelo Branco iniciou a ocupação da terra, fundando o Forte do Presépio, núcleo da futura capital paraense. A fixação portuguesa foi efetivada com as missões religiosas e as bandeiras, que ligavam o Forte do Presépio a São Luís do Maranhão, por terra e subiram o Rio Amazonas. Os portugueses foram os primeiros a chegar no Pará, Deixando contribuições que vão desde a culinária à arquitetura.
Os primeiros imigrantes japoneses que se destinaram à Amazônia saíram do Porto de Kobe, no Japão, no dia 24 de julho de 1926, e só chegaram ao município de Tomé-Açu no dia 22 de setembro do mesmo ano, com paradas no Rio de Janeiro e Belém. Os japoneses foram responsáveis pela introdução de culturas como a juta e a pimenta-do-reino na década de 1930; de mamão-Havaí e do melão na década de 1970. A terceira maior colônia japonesa no Brasil está no Pará, com cerca de 13 mil habitantes, perdendo apenas para os estados de São Paulo e Paraná. Eles vivem principalmente nos municípios de Tomé-Açu, Santa Izabel do Pará e Castanhal, sabendo-se que Tomé-Açu foi o primeiro local do Norte do país a receber imigrantes japoneses, por volta de 1929.

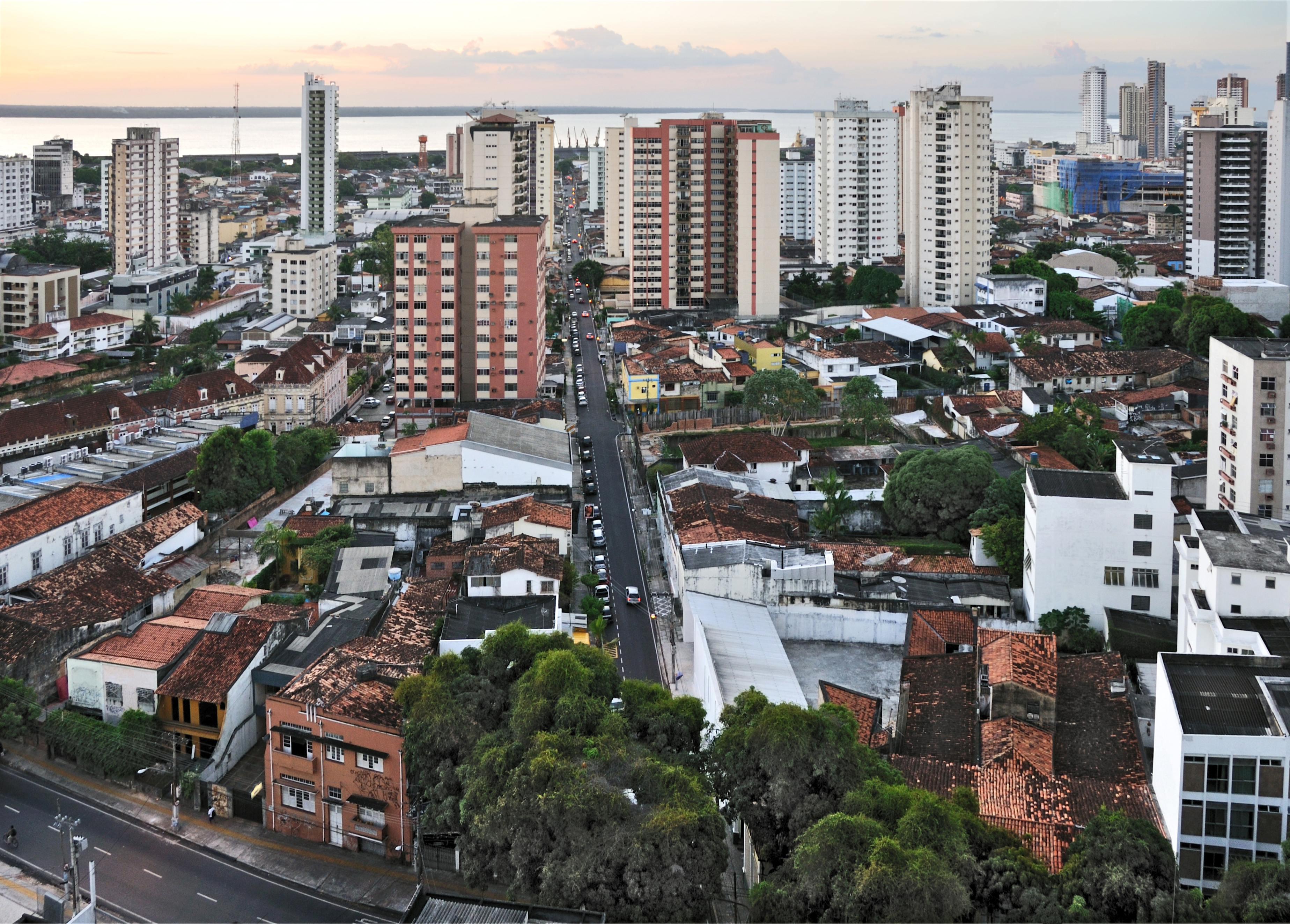
Belém, capital e maior cidade do Pará

Os imigrantes italianos que vieram para o Pará são predominantemente da região Sul da Itália, originários da Calábria, Campânia e Basilicata. Eram todos colonos, mas aqui se dedicaram ao comércio. O primeiro comércio italiano de que se tem notícia é de 1888, que ficava em Santarém. Eles fincaram raízes familiares em Belém, Breves, Abaetetuba, Óbidos, Oriximiná, Santarém e Alenquer. A presença na região oeste do Pará era tão acentuada, que havia uma representação do consulado da Itália em Óbidos, considerada a cidade mais italiana do Estado. O consulado ficava em Recife, Pernambuco. Em Belém, os italianos se dividiram entre a atividade comercial e os pequenos serviços. Ao mesmo tempo em que trabalharam, foram importantes no início do processo de industrialização da capital (1895). Segundo o censo de 1920, existia no Pará cerca de mil italianos. Ao final da Segunda Guerra, registrou-se um refluxo causado pela perseguição a alemães, japoneses e italianos. Os italianos, assim como os franceses, não permaneceram em território paraense.
A imigração dos libaneses para o Pará se deu na metade do século XIX, na época do Ciclo da Borracha, e até 1914 desembarcaram em Belém entre 15 mil e 25 mil imigrantes sírio-libaneses, dois quais um terço foram para o Acre. No Pará, além da capital paraense, os libaneses se deslocaram para os municípios de Cametá, Marabá, Altamira, Breves, Prainha, Monte Alegre, Alenquer, Santarém, Óbidos, Soure, Maracanã, Abaetetuba, entre outros.
Os primeiros imigrantes franceses chegaram ao Brasil na segunda metade do século XIX e dirigiram-se para a colônia de Benevides, na região metropolitana de Belém do Pará. Os franceses foram atraídos para a região por causa do Ciclo da Borracha e acabaram se instalando em Belém, tornando-a conhecida como Paris n'América.

## Subdivisões

Divisão das regiões intermediárias (vermelho) e imediatas (cinza).

O estado do Pará é formado oficialmente pela união de 144 municípios. A última alteração feita entre seu municípios foi entre 1999 e 2012, com a criação e instalação do município de Mojuí dos Campos, desmembrado de Santarém. Atualmente existem 51 pedidos de emancipação de distritos para formação de novos municípios.
Os estados brasileiros são formados por subdivisões criadas pelo IBGE chamadas de regiões geográficas intermediárias, que congregam municípios com características similares, tais como geográficas e socioeconômicas.  As regiões geográficas intermediárias correspondem a uma revisão das antigas mesorregiões, que estavam em vigor desde a divisão de 1989. As regiões geográficas imediatas, por sua vez, substituíram as microrregiões. Essa subdivisão é usada para fins estatísticos, não constituindo uma entidade política ou administrativa.

## Política

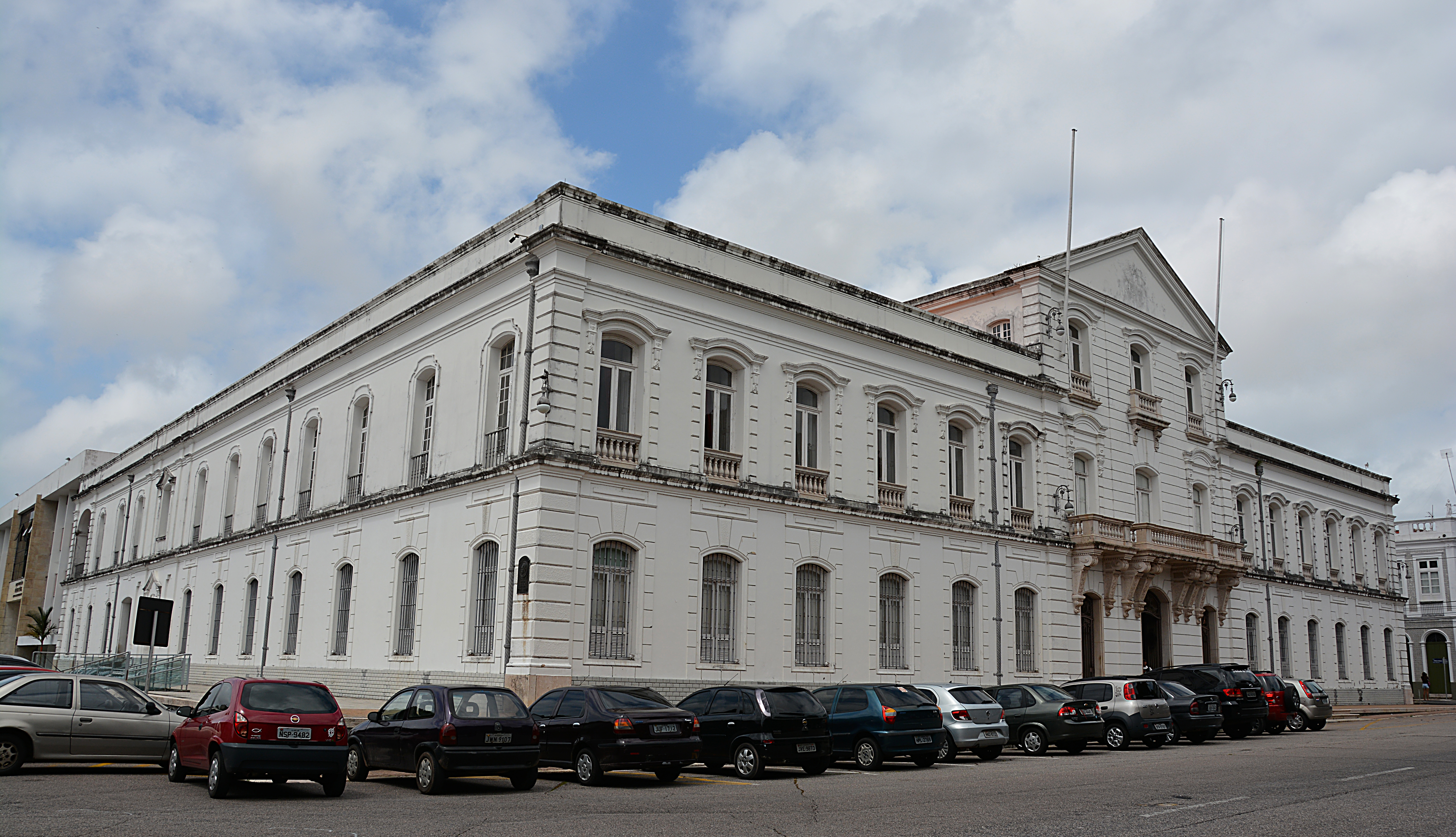
Palácio Lauro Sodré (antigo palácio do governo, atual museu do estado do Pará).

O Pará é um estado da federação, sendo governado por três poderes, o executivo, representado pelo governador, o legislativo, representado pela Assembleia Legislativa do Estado do Pará, e o judiciário, representado pelo Tribunal de Justiça do Estado do Pará e outros tribunais e juízes. Também é permitida a participação popular nas decisões do governo através de referendos e plebiscitos.
Belém é o município com o maior número de eleitores, com 1,043 milhão destes. Em seguida aparecem Ananindeua, com 291,2 mil eleitores, Santarém (209,4 mil eleitores), Marabá (159 mil eleitores) e Parauapebas, Castanhal e Abaetetuba, com 149,5 mil, 121,2 mil e 104,6 mil eleitores, respectivamente. O município com menor número de eleitores é Bannach, com 3,1 mil.
Tratando-se sobre partidos políticos, todos os 35 partidos políticos brasileiros possuem representação no estado. Conforme informações divulgadas pelo Tribunal Superior Eleitoral (TSE), com base em dados de outubro de 2016, o partido político com maior número de filiados no Pará é o Partido do Movimento Democrático Brasileiro (PMDB), com 68 269 membros, seguido do Partido dos Trabalhadores (PT), com 60 696 membros e do Partido da Social Democracia Brasileira (PSDB), com 41 053 filiados.
Completando a lista dos cinco maiores partidos políticos no estado, por número de membros, estão o Partido Republicano Brasileiro (PRB), com 33 354 membros; e o Partido Trabalhista Brasileiro (PTB), com 31 268 membros. Ainda de acordo com o Tribunal Superior Eleitoral, o Partido Novo (NOVO) e o Partido da Causa Operária (PCO) são os partidos políticos com menor representatividade na unidade federativa, com 6 e 11 filiados, respectivamente.

## Economia

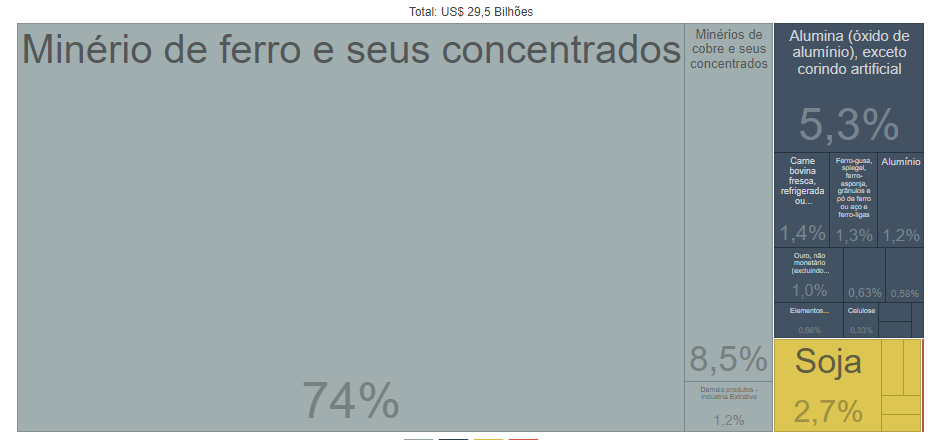
Exportações do Pará - (2021)

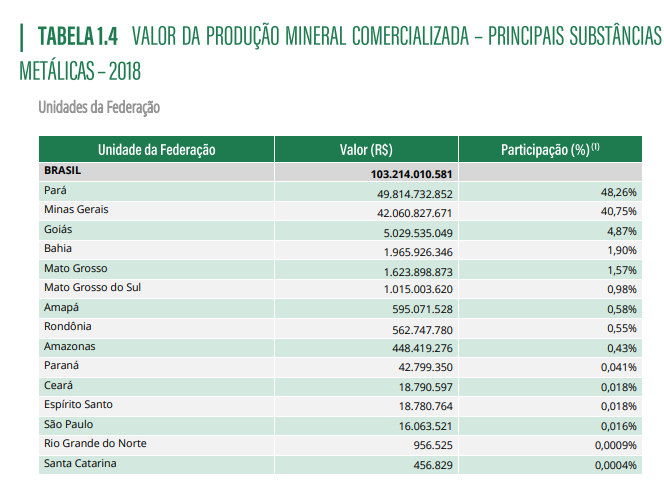
Valor da produção mineral comercializada em 2018 segundo o Anuário Mineral Brasileiro 2018, Agência Mineral Nacional (AMN).

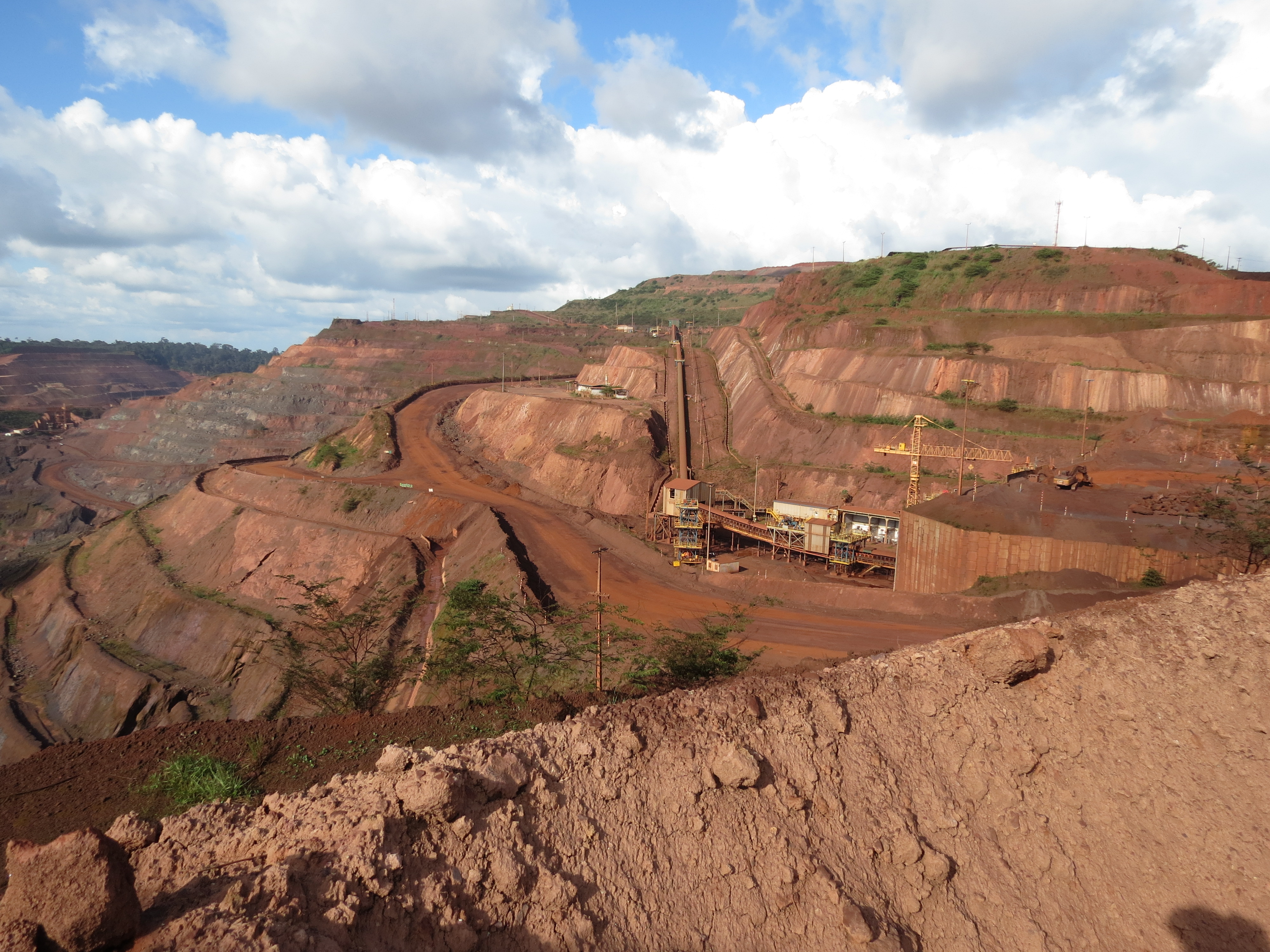
Mina de Carajás, vista por satélite em julho de 2009, em Parauapebas

A economia é baseada no extrativismo mineral (ferro, cobre, bauxita, manganês, ouro, níquel, estanho, calcário), vegetal (madeira), na agricultura (mandioca, açaí, palma, abacaxi, cacau, pimenta-do-reino, coco, banana, soja e outros), pecuária, indústria e no turismo. O extrativismo mineral vem desenvolvendo uma indústria metalúrgica cada vez mais significativa. Em 2019, o Pará deteve a maior participação na produção nacional de alumínio (90%), manganês (69%) e cobre (64%). Possui a segunda maior participação na produção brasileira de estanho (41%), ferro (40%) e ouro (25%). Contando a produção e o beneficiamento de minerais o Pará e o líder nacional em valor de produção comercializada (48% de participação no mercado).
A pauta de exportação do Pará, no ano de 2012, foi baseada em minério de ferro (59,46%), óxido de alumínio (8,19%), minério de cobre (6,06%), alumínio bruto (5,09%) e bovinos (3,60%). A concetração em indústria extrativa aumentou em 2021.
A mineração é atividade preponderante na região sudeste do estado, sendo Parauapebas a principal cidade que a isso se dedica. Já as atividades agrícolas são mais intensas na região nordeste do estado, onde destaca-se o município de Castanhal; a agricultura também se faz presente, desde a década de 1960, ao longo da malfadada Rodovia Transamazônica (BR-230), mas principalmente ao longo da BR-158, BR-010 e BR-316. O Pará é o maior produtor de mandioca, açaí, abacaxi, cacau e pimenta-do-reino do Brasil e está entre os maiores do Brasil na produção de limão (2º lugar), coco (3º lugar) e banana (6º lugar). São Félix do Xingu é um dos municípios com maior produção de banana do país.
Na produção de mandioca, o Brasil produziu um total de 17,6 milhão de toneladas do produto em 2018. O Pará foi o maior produtor nacional, com 3,8 milhão de toneladas produzidas.  Em 2019, o Pará produzia 95% do açaí no Brasil. O estado comercializa mais de 1,2 milhão de toneladas do fruto para outros estados. O valor passa de US$ 1,5 bilhão, cerca de 3% do PIB do estado. O segundo maior produtor de açaí do Brasil é o Amazonas (52 mil toneladas), seguido por Roraima (3,5 mil toneladas).
Em 2018, o Pará foi o maior produtor brasileiro de abacaxi, com 426 milhões de frutos colhidos. Em 2017, o Brasil era o 3º maior produtor mundial (perto de 1,5 bilhão de frutos colhidos em cerca de 60 mil hectares). É a quinta fruta mais cultivada no País. O sudeste do Pará tem 85% da produção estadual: as cidades de Floresta do Araguaia (76,45%), Conceição do Araguaia (8,42%) e Salvaterra (3,12%) lideravam o ranking neste ano. Floresta do Araguaia também possui a maior indústria de suco concentrado da fruta do Brasil, exportando para os países da União Europeia, Estados Unidos e Mercosul.

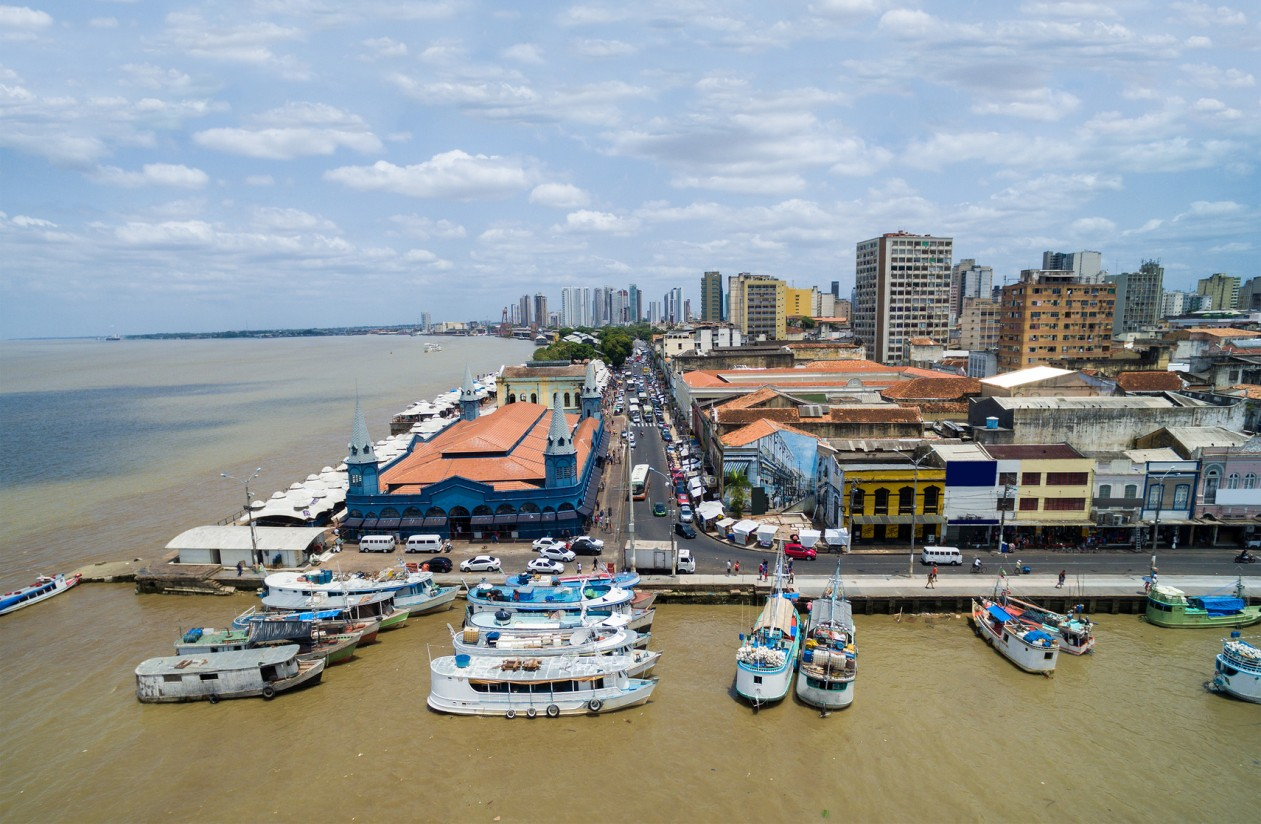
Porto de Belém, com o Mercado Ver-o-Peso.

O Pará foi o 2º maior produtor nacional de limão em 2019, com 104 mil toneladas. Porém, quase toda a produção nacional é realizada em São Paulo, que produz 1,1 milhão de toneladas.  O Pará também é um dos maiores produtores brasileiros de coco. Em 2019, era o 3º maior produtor do país, com 191,8 milhões de frutos colhidos, perdendo apenas para a Bahia e o Ceará.  O Pará é o maior produtor brasileiro de pimenta-do-reino, com 34 mil toneladas colhidas em 2018. 
A castanha do pará sempre foi um dos principais produtos do extrativismo do Norte do Brasil, com coleta no chão da floresta. Porém, nas últimas décadas, foi criado o cultivo comercial da castanheira. Já existem propriedades com mais de 1 milhão de pés de castanheira para produção em larga escala.  As médias anuais de produção no Brasil variavam entre 20 mil e 40 mil toneladas por ano em 2016.  As castanheiras também são boas fornecedoras de madeira de qualidade.
Na produção de cacau, o Pará vem disputando com a Bahia a liderança da produção brasileira. Em 2017 o Pará obteve a liderança pela primeira vez. Em 2019, os paraenses colheram 135 mil toneladas de cacau, e os baianos, 130 mil toneladas. A área de cacau da Bahia é praticamente três vezes maior do que a do Pará, mas a produtividade do Pará é praticamente três vezes maior. Alguns fatores que explicam isto são: as lavouras da Bahia são mais extrativistas, e as do Pará tem um estilo mais moderno e comercial, além dos paraenses usarem sementes mais produtivas e resistentes, e à sua região propiciar resistência à vassoura-de-bruxa.  Rondônia é o 3º maior produtor de cacau do país, com 18 mil toneladas colhidas em 2017. 
Nos últimos anos, com a expansão da cultura da soja por todo o território nacional, e também pela falta de áreas livres a se expandir nas regiões sul, sudeste e até mesmo no centro-oeste (nas quais a soja se faz mais presente), as regiões sudeste e sudoeste do Pará tornaram-se uma nova área para essa atividade agrícola. Pela rodovia Santarém-Cuiabá (BR-163) é escoada boa parte da produção sojeira de Mato Grosso, que segue até o porto de Santarém, aquecendo a economia da cidade tanto pela exportação do grão como pela franca expansão de seu plantio: a produção local já representa 5% do total de grãos exportados. Na safra 2019, o Pará colheu perto de 1,8 milhão de toneladas de soja, número ainda pequeno perante a produção brasileira de 120 milhões de toneladas neste ano, mas que vem em constante crescimento nos estados do Norte.  Em 2018, o Pará ocupou a 6ª posição nacional na produção de banana, com 423 mil toneladas do produto.
A pecuária é mais presente no sudeste do estado. Em 2018, o Pará possuía o 5º maior rebanho bovino do Brasil, com 20,6 milhões de cabeças de gado. A cidade de São Félix do Xingu é a que tem o maior rebanho do país, com 2,2 milhões de animais. Marabá é a sexta maior cidade do país em número, com 1 milhão de animais. No ranking dos 20 principais rebanhos, o Pará possui sete cidades. Parte disso se deve ao fato de os municípios do Pará terem território gigantesco.
A indústria do estado concentra-se mais na região metropolitana de Belém, com os distritos industriais de Icoaraci e Ananindeua, e também vem se consolidando em municípios como Marituba, Barcarena e Marabá através de investimentos na verticalização dos minérios extraídos, como bauxita e ferro, que ao serem beneficiados, agregam valor ao se transformarem em alumínio e aço no próprio Estado. Pela característica natural da região, destacam-se também como fortes ramos da economia as indústrias madeireira e moveleira, tendo um polo moveleiro instalado no município de Paragominas.
O extrativismo mineral vem desenvolvendo uma indústria metalúrgica cada vez mais significativa. No município de Barcarena é beneficiada boa parte da bauxita extraída no município de Paragominas e na região do Tapajós em Oriximiná. No momento Barcarena é um grande produtor de alumínio, e sedia uma das maiores fábricas desse produto no mundo, boa parte é exportado, o que contribui para o município desenvolver um dos principais portos do Pará, no distrito de Vila do Conde. Ao longo da Estrada de Ferro Carajás, que vai da região sudeste do Pará até São Luís do Maranhão, é possível atestar a presença crescente de siderúrgicas. O governo federal implementou em Marabá um pólo siderúrgico e metalúrgico, além das companhias já presentes na cidade. O polo siderúrgico de Marabá utilizava intensamente o carvão vegetal para aquecer os fornos que produzem o ferro gusa, contribuindo assim, para a devastação mais rápida das florestas nativas da região. Mas recentemente este cenário vem mudando, as indústrias estão investindo no reflorestamento de áreas devastadas e na produção de carvão do coco da palmeira Babaçu, que não devasta áreas da floresta nativa porque consiste somente na queima do coco e não do coqueiro, este é produzido principalmente no município de Bom Jesus do Tocantins.
No ano de 2017, em termos de produção comercializada, no setor de minério de ferro, o Pará foi o 2º maior produtor nacional, com 169 milhões de toneladas (dos 450 milhões produzidos pelo país), a um valor de R$ 25,5 bilhões. No cobre, o Pará produziu quase 980 mil toneladas (das 1,28 milhões de toneladas do Brasil), a um valor de R$ 6,5 bilhões. No alumínio (bauxita), o Pará realizou quase toda a produção brasileira (34,5 de 36,7 milhões de toneladas) a um valor de R$ 3 bilhões. No manganês, o Pará realizou grande parte da produção brasileira (2,3 de 3,4 milhões de toneladas) a um valor de R$ 1 bilhão. No ouro, o Pará foi o 3º maior produtor brasileiro, com 20 toneladas a um valor de R$ 940 milhões. No níquel, o Pará foi o 2º em produção, tendo obtido 90 mil toneladas a um valor de R$ 750 milhões. Já no estanho, o Pará foi o 3º maior produtor (4,4 mil toneladas, a um valor de R$ 114 milhões). O Pará teve 42,93% do valor da produção mineral comercializada do Brasil, com quase R$ 38 bilhões. 
Devido á proximidade das minas de minério de ferro, foi criada a Siderúrgica Norte Brasil (Sinobras) em Marabá-PA. Em 2018, a empresa produziu 345 mil toneladas de aço bruto, dos 35,4 milhões produzidos no país O Pará tinha em 2017 um PIB industrial de R$ 43,8 bilhões, equivalente a 3,7% da indústria nacional. Empregava 164.989 trabalhadores na indústria. Os principais setores industriais são: Extração de Minerais Metálicos (46,9%), Serviços Industriais de Utilidade Pública, como Energia Elétrica e Água (23,4%), Construção (14,8%), Metalurgia (4,3%) e Alimentos (4,3%). Estes 5 setores concentram 93,7% da indústria do estado. 

## Infraestrutura

### Saúde

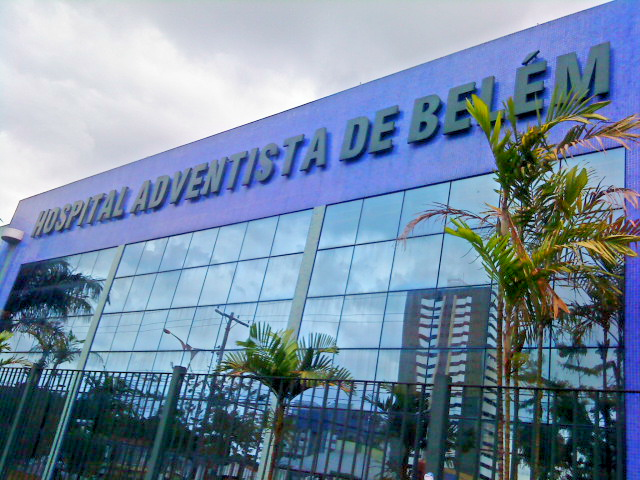
Fachada do Hospital Adventista de Belém

De acordo com dados de 2009, fornecidos pelo Instituto Brasileiro de Geografia e Estatística, existiam, no estado, 2 742 estabelecimentos hospitalares, com 13 720 leitos.  Destes estabelecimentos hospitalares, 2 057 eram públicos, sendo 1 932 de caráter municipais, 54 de caráter estadual e 71 de caráter federal. 685 estabelecimentos eram privados, sendo 631 com fins lucrativos e 54 sem fins lucrativos. 271 unidades de saúde eram especializadas, com internação total, e 2 312 unidades eram providas de atendimento ambulatorial. No mesmo ano, registrou-se que apenas 47,03% da população paraense tinha acesso à rede de água, enquanto 57,8% tinha acesso à rede de esgoto sanitário. Ainda em 2009, foi verificado que o estado tinha um total de 552,5 leitos hospitalares por habitante e, em 2005, registrou-se 7,1 médicos para cada grupo de 10 mil habitantes.
Uma pesquisa promovida pelo IBGE em 2008 revelou que 71,2% da população do estado avalia sua saúde como boa ou muito boa; 61,7% da população realiza consulta médica periodicamente; 30,6% dos habitantes consultam o dentista regularmente e 8,7% da população esteve internado em leito hospitalar nos últimos doze meses. Os dados da pesquisa afirmaram ainda que 23,9% dos habitantes declararam ter alguma doença crônica e apenas 13,7% possuíam plano de saúde. Menos da metade dos domicílios particulares no Pará são cadastrados no programa Unidade de Saúde da Família: 47,4 destes%.
Tratando da saúde feminina, 23,7% das mulheres residentes no estado com mais de 40 anos fizeram exame clínico das mamas nos últimos doze meses; 32,8% das mulheres entre 50 e 69 anos fizeram exame de mamografia nos últimos dois anos; e 79,1% das mulheres entre 25 e 59 anos fizeram exame preventivo para câncer do colo do útero nos últimos três anos.

### Educação
O Pará possui várias instituições educacionais, sendo as mais renomadas localizadas principalmente na Região Metropolitana de Belém e em outras cidades de médio porte. A educação do estado é tida como a segunda pior do país, comparada à dos demais estados brasileiros. No fator "educação", do Índice de Desenvolvimento Humano de 2010, o estado obteve um patamar de 0,528, ficando à frente apenas da educação de Alagoas em âmbito nacional. Sobre a questão do analfabetismo, a lista de estados brasileiros por taxa de analfabetismo mostra o Pará com a 16ª menor taxa, com 11,23% de sua população considerada analfabeta. Houve superação na taxa de analfabetismo paraense. Em 2001, o mesmo ocupava a 18ª colocação no mesmo quesito, com 28,5% de sua população tida como analfabeta.

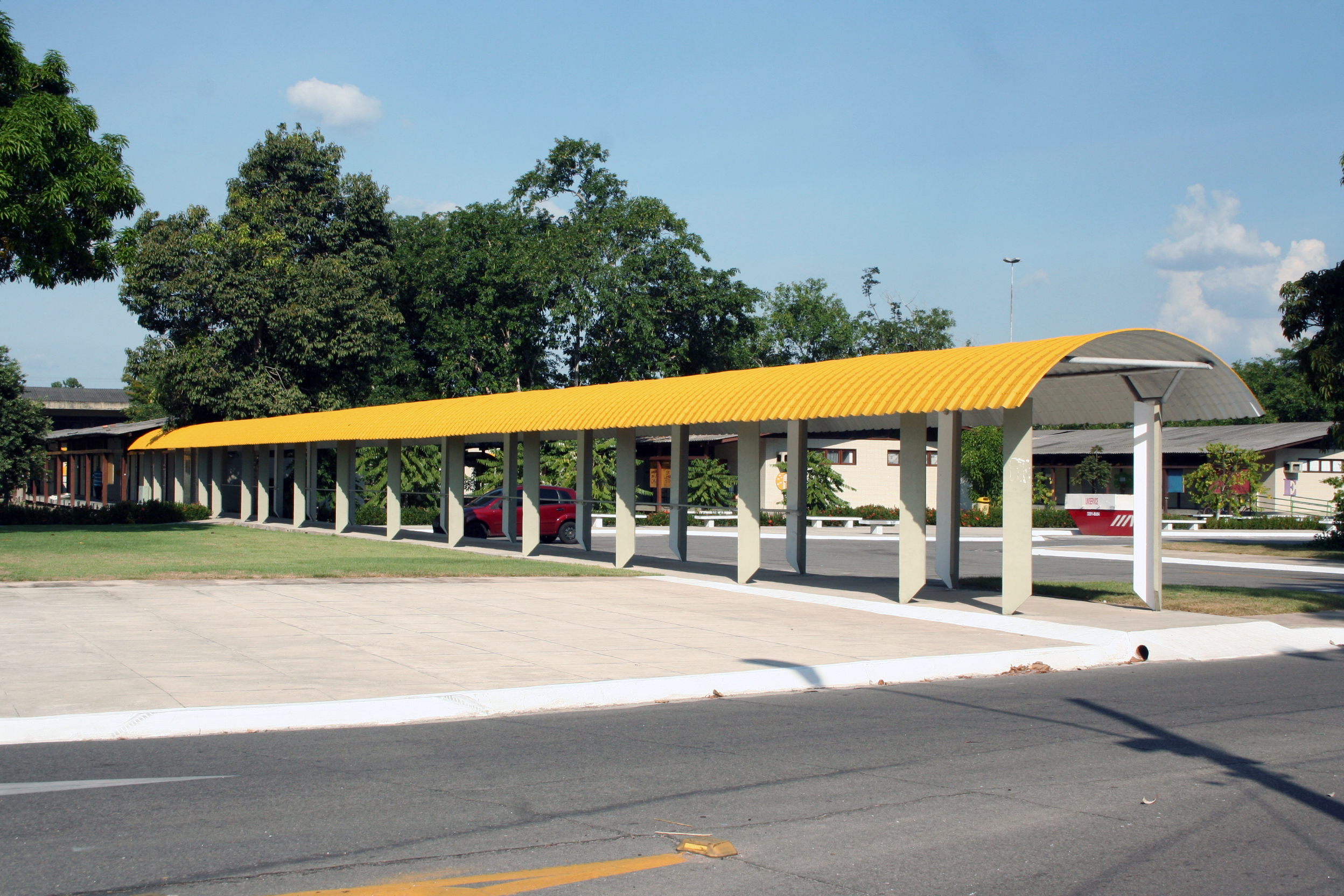
Cidade Universitária Prof. José da Silveira Netto da Universidade Federal do Pará em Belém

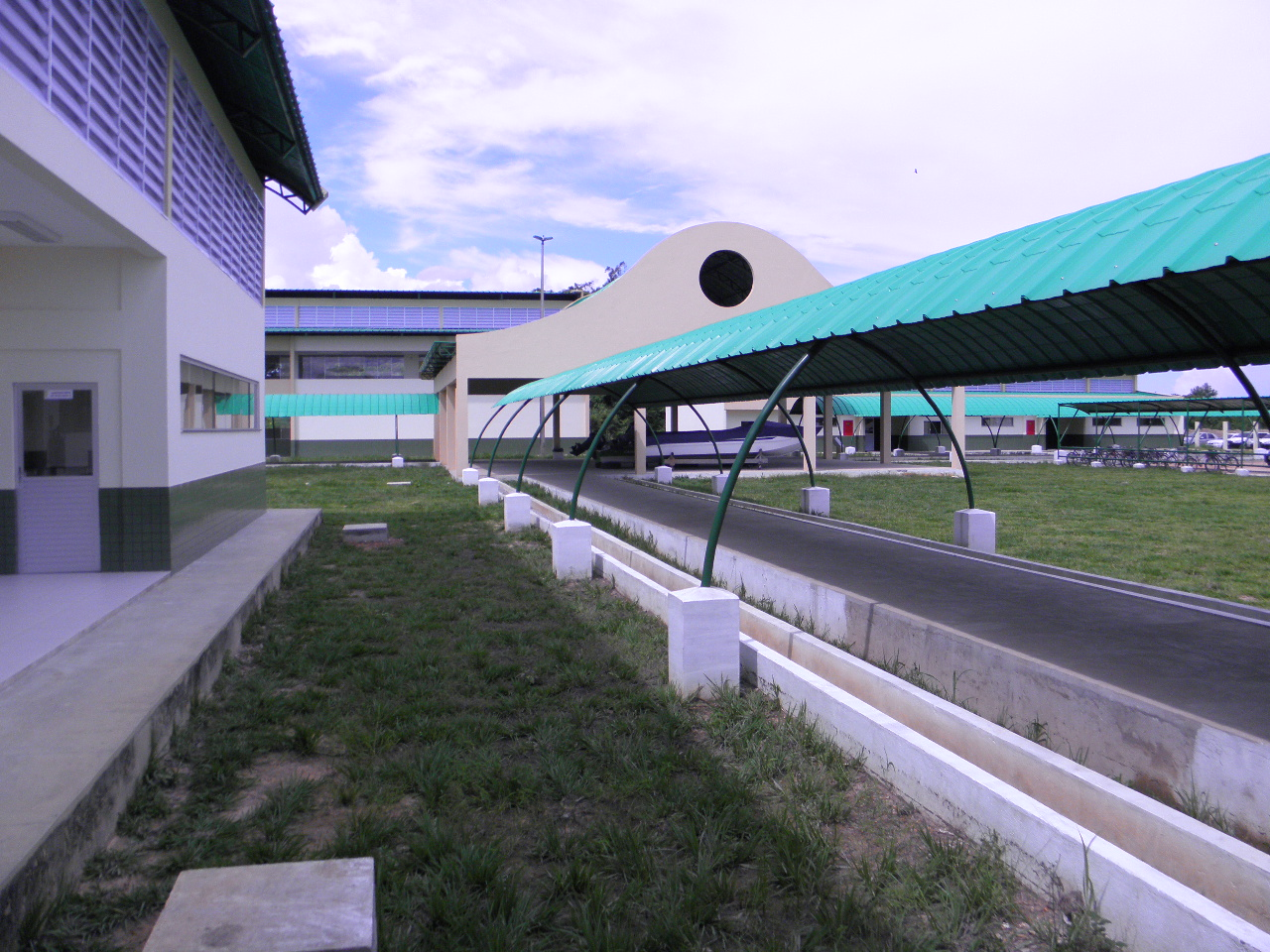
Campus do Instituto Federal do Pará em Itaituba

O estado possui a quarta maior porcentagem, entre os estados brasileiros, de pessoas entre 7 e 14 anos de idade que não frequentam unidades escolares. Os dados do censo demográfico de 2010, realizado pelo IBGE, revelam que 5% dos habitantes do Pará nesta faixa etária encontram-se nesta situação, deixando-o apenas à frente de Roraima, Acre e Amazonas. Entre a população na faixa etária de 15 a 17 anos de idade, o índice era ainda maior: 18,5% destes não frequentam unidades de ensino, de acordo com o censo de 2010. Isso colocou o Pará na 18ª posição nacional, no ranking que abrangeu todas as 27 divisões administrativas do Brasil. Apenas os estados de Mato Grosso, Espírito Santo, Alagoas, Paraná, Amazonas, Rondônia, Santa Catarina, Mato Grosso do Sul e Acre estão em situação semelhante ou pior. A população paraense em idade escolar alcançava 2 255 030 habitantes em 2010, um total de 29,7%.
Em 2011, no Índice de Desenvolvimento da Educação Básica (IDEB), o estado obteve nota de 4,2 nos anos íniciais do ensino fundamental, 3,7 nos anos finais do ensino fundamental, e 2,8 no 3º ano do ensino médio. O patamar atingido pelo estado foi um dos mais baixos do país, principalmente no ensino médio. Os municípios do estado que atingiram as melhores colocações na rede pública de ensino, nos anos iniciais do ensino fundamental foram: Dom Eliseu (5,2); Ourilândia do Norte (5,2); Ulianópolis (5,1); Parauapebas (4,9) e Paragominas e Santarém (4,7). Nos anos finais do ensino fundamental, na rede pública de ensino, os municípios que alcançaram as melhores posições foram: Bannach (4,7); Altamira (4,4); Parauapebas (4,4); Novo Progresso (4,2) e Belterra, Uruará e Santarém Novo (4,1). Nos anos iniciais do ensino fundamental, Santa Maria das Barreiras foi o município com a pior avaliação educacional, segundo o IDEB, atingindo 2,8 pontos. Nos anos finais do ensino médio, o município que alcançou o pior desempenho foi Afuá, também com 2,8 pontos.
Em números absolutos, o estado possuía 246 184 pessoas com nível superior completo em 2010, um percentual de 4,06%, um dos mais baixos índices do país, superando apenas o Maranhão. Há demasiadas instituições de ensino superior no estado. Seis delas são de caráter público: Universidade Federal do Pará (UFPA), Universidade Federal do Oeste do Pará (UFOPA), Universidade Federal do Sul e Sudeste do Pará (UNIFESSPA), Universidade Federal Rural da Amazônia (UFRA), Universidade do Estado do Pará (UEPA) e Instituto Federal do Pará (IFPA). Entre as principais instituições de ensino superior no Pará, de caráter privado, destacam-se a Universidade da Amazônia (UNAMA), o Centro Universitário do Pará (CESUPA), a Faculdade Integrada Brasil Amazônia (FIBRA), o Instituto Luterano de Ensino Superior de Santarém, o Centro de Ensino Superior do Pará e as Faculdades Integradas do Tapajós (FIT).

### Ciência e Tecnologia
A Secretaria de Ciência, Tecnologia e Educação Técnica e Tecnológica SECTET foi criada em 2007, como órgão da administração direta do Estado do Pará..
Tem por finalidade planejar, coordenar, formular e acompanhar a política estadual de desenvolvimento econômico, científico e tecnológico, bem como promover, apoiar, controlar e avaliar as ações relativas ao desenvolvimento e ao fomento da pesquisa e à geração e aplicação de conhecimento científico e tecnológico no Estado do Pará.
Em 2016, foi concedido  SECTET, a seguinte designação: Secretaria de Estado de Ciência, Tecnologia e Educação Profissional e Tecnológica, mantendo a sigla SECTET.
Para isso dispõe dos seguintes sistemas de software:. A criação da secretaria foi um marco importante para o desenvolvimento do estado, que passou a investir mais em ciência e tecnologia para impulsionar o crescimento econômico e social.
Além disso, a secretaria desempenha um papel importante na atração de investimentos para o estado, por meio da criação de um ambiente favorável à inovação e ao desenvolvimento tecnológico. Com isso, o Pará tem se consolidado como um importante polo de tecnologia e inovação na região norte do Brasil, contribuindo para o crescimento econômico e social do estado e do país todo.

###### Projetos
- Programa de Apoio à Inovação Tecnológica no Estado do Pará (PAIT-PA). O programa tinha como objetivo apoiar projetos de pesquisa e desenvolvimento em áreas estratégicas para o estado, como a biotecnologia, a informática e a tecnologia da informação.

O PAIT-PA oferecia diversos incentivos para as empresas e instituições de pesquisa que desenvolvessem projetos inovadores, como financiamento, capacitação técnica e científica, e apoio na gestão da propriedade intelectual. O programa também buscava estimular a cooperação entre as empresas e as universidades do estado, por meio de parcerias e convênios.
- Centro de Referência em Inovação Tecnológica do Pará (Critec), cujo objetivo era oferecer apoio técnico e científico para empresas e instituições de pesquisa em projetos de inovação. O Critec contava com um corpo técnico altamente qualificado e com infraestrutura de ponta, como laboratórios e equipamentos de última geração.
- Programa de Bolsas de Iniciação Científica e Tecnológica (PBIC-PA). O programa tinha como objetivo estimular o interesse dos estudantes pela pesquisa científica e tecnológica, bem como contribuir para a formação de recursos humanos qualificados nas áreas de ciência e tecnologia.

O PBIC-PA oferecia bolsas de iniciação científica e tecnológica para estudantes de graduação de universidades e faculdades do estado, que desenvolvessem projetos de pesquisa em áreas estratégicas para o estado. Os estudantes selecionados recebiam uma bolsa de estudos e contavam com orientação técnica e científica para a execução dos projetos.

### Transportes

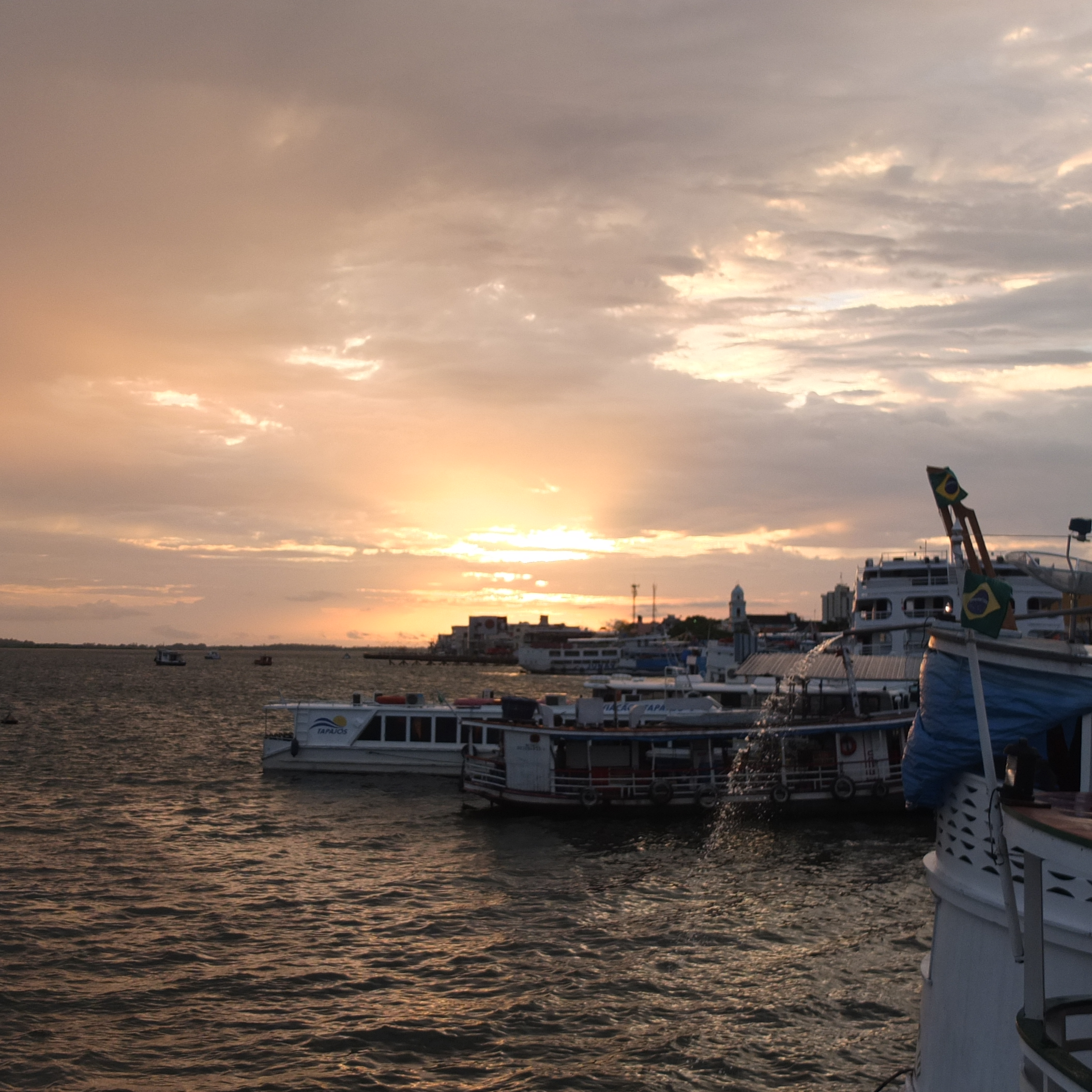
Porto de Santarém

Por sua localização geográfica na imensa planície da bacia do rio Amazonas, na parte norte, nordeste e noroeste do estado predomina a opção pelo modal de transporte hidroviário, utilizando basicamente a vital e importantíssima Hidrovia do Solimões-Amazonas, mas também a Hidrovia Tocantins-Araguaia (esta já dentro da bacia do Tocantins). Em outra medida, dado sua maior ligação com os estados do Nordeste e Centro-Oeste brasileiro, as partes leste e sudoeste do estado — desde a região sul, a sudeste (incluíndo a região de Carajás), passando pelo centro do estado até a zona da capital — estão mais sujeitas a opção pelos transportes rodoviários do que pelos hidroviários (embora não exclusivamente), com destaque para as rodovias Belém-Brasília, Alça Viária, BR-155, PA-150/PA-475, BR-222, BR-316, BR-163, Transamazônica e BR-158, principais vias de transporte das regiões paraenses citadas.
Dentre as linhas ferroviárias que cortam o estado, a mais importante é a Estrada de Ferro Carajás, que estabelece ligação direta ao litoral nordestino para as cidades paraenses de Parauapebas e Marabá, com um ramal para Canaã dos Carajás. Escoa os minerais extraídos na serra dos Carajás até os portos de Itaqui e Ponta da Madeira, além de realizar transporte de passageiros e cargas como soja, celulose e combustível, pela conexão com a Ferrovia Norte-Sul. Outras ligações férreas existentes são: Estrada de Ferro Trombetas, pertencente a VALE, e que opera no estado do Pará transportando bauxita; Estrada de Ferro Juruti, de propriedade da Alcoa, que opera junto à mina de bauxita localizada na cidade de Juruti (PA); Estrada de Ferro Jari,  que opera no transporte de celulose e bauxita.

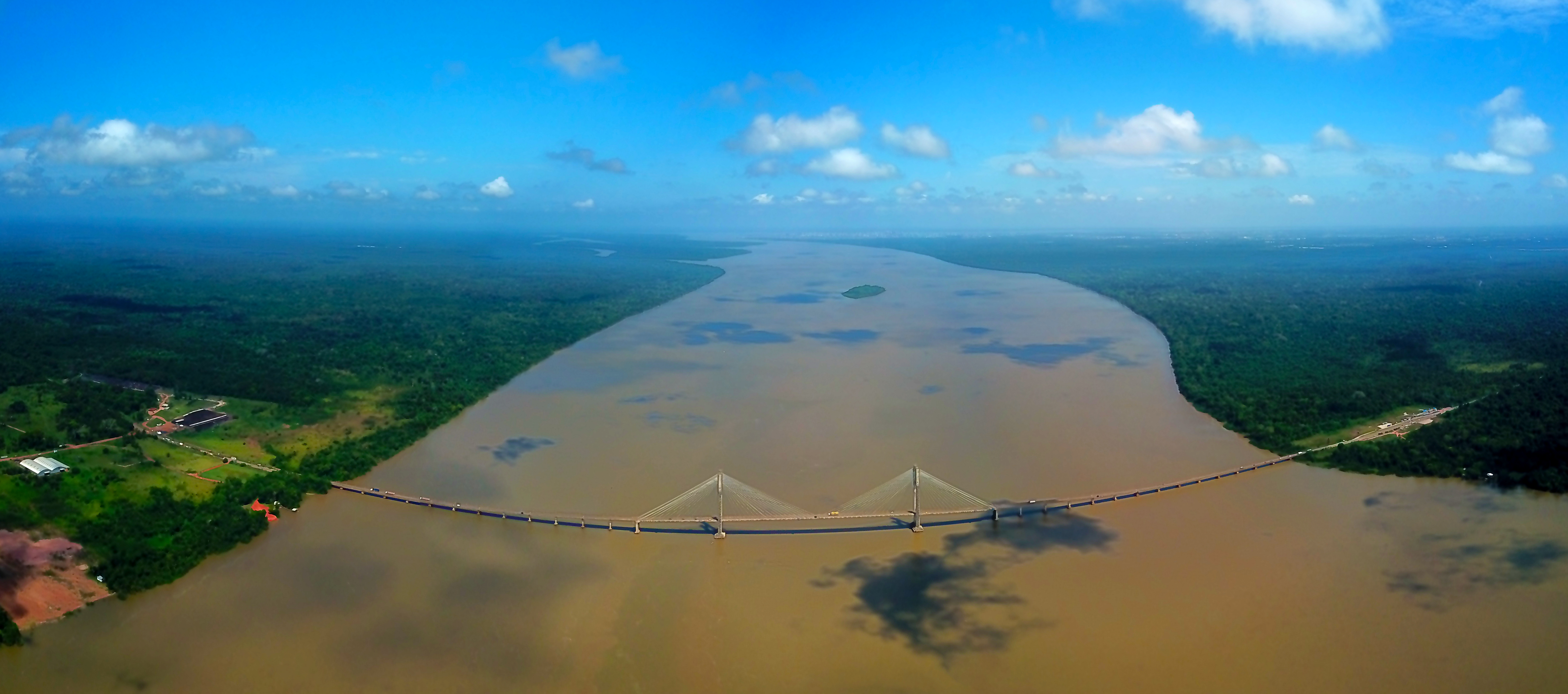
Ponte Almir Gabriel sobre o Rio Guamá, a ponte estaiada de maior extensão da Alça Viária do Pará

O estado mantém 108 pontos de infraestrutura portuária, que servem para importação e exportação de mercadorias e transporte de pessoas. A capital do estado, Belém, se destaca entre os municípios portuários. É lá que está instalada a Estação das Docas, cartão postal da cidade. Os principais portos do Pará: Porto de Belém, Porto de Miramar, Porto do Outeiro, Porto de Vila do Conde, Porto de Santarém, Porto de Itaituba, Porto de Óbidos, Porto Altamira, Porto de São Francisco e o Porto de Marabá.
No transporte aéreo, o estado assenta-se em sete grandes aeroportos: Aeroporto Internacional Val-de-Cans - Júlio Cezar Ribeiro (em Belém), Aeroporto Internacional Maestro Wilson Fonseca (em Santarém), Aeroporto Brigadeiro Protásio de Oliveira (em Belém), Aeroporto João Correa da Rocha (em Marabá), Aeroporto de Altamira (em Altamira), Aeroporto Wirland Freire (em Itaituba) e o Aeroporto de Carajás (em Parauapebas).  Há também outros aeroportos menores, como os de Araguaia, Monte Dourado, Ourilândia do Norte, Porto Trombetas, Redenção, Santana do Araguaia, São Félix do Xingu, Tucuruí, entre outros.

### Energia
O Pará possui 4 das dez maiores usinas hidrelétricas do Brasil em capacidade instalada. Belo Monte e Tucuruí estão entre as seis maiores usinas do mundo juntamente com Itaipu. Segundo o Anuário da EPE, em 2020, o estado se destacou na produção de energia elétrica:
- Capacidade instalada 20.487 MW (11,7% do total nacional, 1º no ranking nacional).
- Geração de energia: 60.793 GWh (9,8% do total nacional, 4º no ranking nacional).
- Consumo: 19.525 GWh (4,1% do total nacional, 8º no ranking nacional).

As principais hidrelétricas são: Tucuruí (8.370 MW, no rio Tocantins), Belo Monte (11 000 MW, no rio Xingu), Pimental (233 MW, no rio Xingu), Teles Pires (1820 MW, no rio Teles Pires), São Manoel (700 MW, no rio Teles Pires), Curuá-Una (30 MW, no rio Curuá-Una) e Santo Antônio do Jari (373 MW, no rio Jari), além de várias usinas projetadas.

## Cultura
O Pará é segundo maior estado do Brasil em questão de território, talvez por isto exista uma grande diversidade tanto social quanto natural, podemos observar isso através da cultura regional que é na verdade uma mistura de ritmos e raças convivendo harmoniosamente.
A expansão da fronteira econômica nas bordas da Amazônia, no caso paraense as regiões sudeste e sul (destacadamente Carajás), alterou não somente fatores demográficos ou econômicos, mas também deixou uma forte e distintiva marca em questões culturais, que influenciou fortemente a composição de um novo perfil cultural. O exemplo disto é a singular diferença que há entre os costumes de vestimenta, música, dialeto, culinária e visão de espaço e tempo entre as principais cidades do nordeste paraense — Belém, Ananindeua e Castanhal —, e a região de Carajás/sudeste/sul paraense.

### Dialeto
A diferença mais marcante em relação a cultura da região de Carajás/sudeste/sul paraense diz respeito ao seu modo de falar (ou dialeto). Devido a intensa migração de goianos, mineiros, maranhenses, paulistas, paranaenses e gaúchos, o dialeto local tornou-se uma mescla dos dialetos falados por cada um destes imigrantes.
No meio acadêmico é conhecido por dialeto da serra amazônica (em alusão à localização da região, nas partes mais altas da amazônia) ou do arco do desflorestamento. Este dialeto é muito próximo dos dialetos nordestino, caipira e sertanejo, e muito diferente daquele falado no nordeste paraense (amazofonia).

### Essências
As essências vegetais (perfumes naturais) são tradicionais da região amazônica e, muito comercializadas na feira do Mercado do Ver-o-peso, na banca de cheiro das erveiras, são os principais ingredientes do Banho de Cheiro encantado e do Cheiro de Papel, produzidos com a infusão de raízes e madeiras aromáticos ralados; os ingredientes mais conhecidos são: arruda, cipó-catinga, patexuli, japana, cumaru, alecrim, baunilha, manjerona, açucena, casca preciosa, louro amarelo, jasmim, alfazema e, priprioca.
O Banho de Cheiro é muito usado na comemoração da festa junina e do reveion no estado. Uma prática ritualística ao qual se atribui o poder de atrair a felicidade, reatar amores e, abrir as portas da prosperidade ao se banhar. Enquanto o Cheiro de Papel é usado para aromatizar roupas guardadas em gavetas e armários.

### Artesanato
O artesanato é marcado por peças inspiradas nas milenares civilizações indígenas e joias produzidas com matérias primas encontradas na própria natureza. Utilizam-se todos os tipos de material retirado da própria região, e representa-se por vários ramos como cerâmica, cestaria, talha, objetos de madeira, de ouriços, de conchas, cuias e outros matérias, criando um segmento importante e criativo da nossa cultura. Quando se fala em cerâmica, dois grupos se destacam: os marajoaras e os tapajônicos. Artesanato regional: Cerâmica, cuia, miriti, balata, entalhe em madeira, palha, patchouli. tururi e artigo em cheiro.

### Culinária

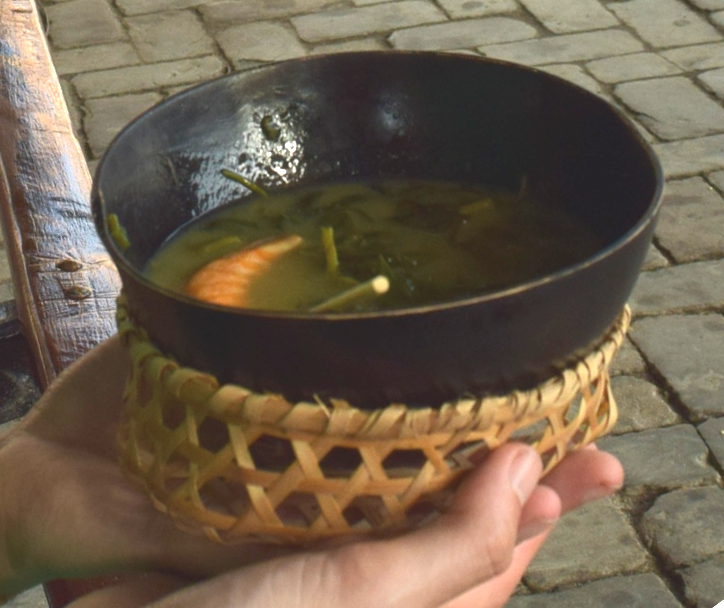
Tacacá

A culinária paraense possui grande influência indígena. Os elementos encontrados na região, formam a base de seus pratos, o que deixa os gourmets maravilhados pela alquimia utilizada na produção destes pratos exóticos. Os nomes dos pratos são tão exóticos quanto seu sabor, já que são de origem indígena.
Alguns dos pratos típicos da região caruru, chibé, cuscuz, maniçoba, moqueca, pato no tucupi,tacacá, tapioca e vatapá
O Pará apresenta mais de uma centena de espécies comestíveis, são as denominadas frutas regionais, e em muitas vezes apresentando um exótico sabor para as suas sobremesas.

### Música e dança

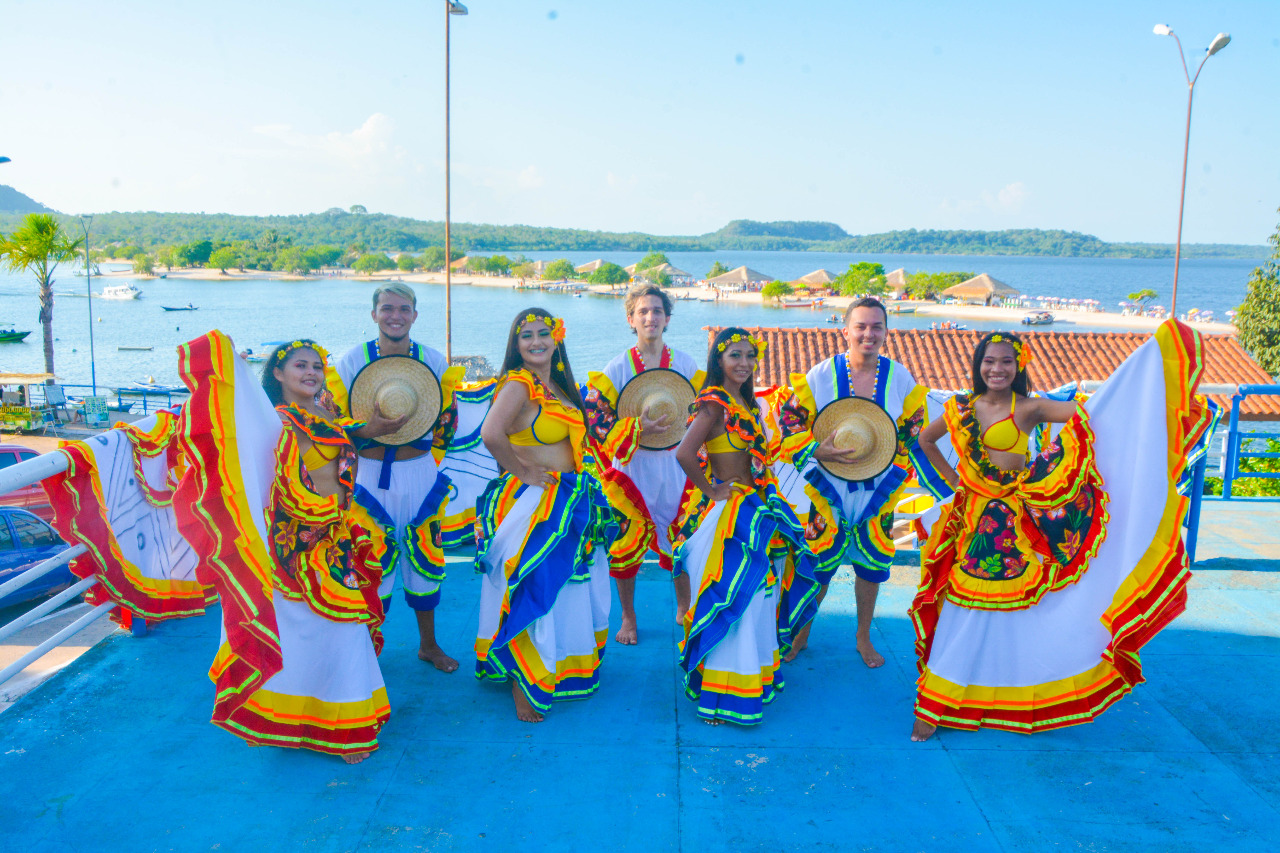
Grupo Conquista de Carimbó, um grupo de dança regional da cidade de Santarém

Trajes coloridos, sons fortes de instrumentos de percussão e muita expressividade corporal traduzem sonora e visualmente a herança folclórica paraense. Os ritmos do Pará são o calypso, carimbó, brega, marujada, siriá, lambada, lundu marajoara, tecno brega, tecnomelody, guitarrada.
O carimbó ou curimbó (do tupi korimbó; de "kori": “pau oco” e "m’bó": “furado”) é uma manifestação cultural brasileira de origem afro-indígena, formado por gênero musical e dança, criado no século XVII no então Império das Amazonas/Conquista do Pará (atual estado do Pará) na então América Portuguesa/Brasil Colônia.  Evoluindo como uma celebração interiorana entre amigos e familiares após pescarias e plantios acompanhado pelo batuque do tambor artesanal curimbó; do qual se originou o nome da manifestação.
Desta forma, o Carimbó segue sendo um modo de vida forte e atuante nos municípios do Estado do Pará, principalmente no seu modo original, tradicional, "pau e corda", a exemplo de Mestre Damasceno e seu conjunto de carimbó Nativos Marajoara (Salvaterra), Grupo Tambores do Pacoval (Soure), Grupo Acauã (Cachoeira do Arari), Sereias do Mar (Marapanim), Os Quentes da Madrugada (Santarém Novo), entre tantos outros grupos tradicionais, que seguem em continuação do trabalho de Mestre Lucindo e Mestre Verequete., que ajudaram na popularização do Carimbó durante as décadas de 1960 e 1970, assim também como o Mestre Cupijó e o Pinduca, com o seu carimbó mais estilizado, diferente do formato tradicional.
O carimbó tornou-se patrimônio Cultural Imaterial brasileiro em setembro de 2014, aprovado por unanimidade pelo conselho do Instituto do Patrimônio Histórico e Artístico Nacional (IPHAN).
No dia 26 de agosto, anualmente é celebrado o centenário do Verequete, um dos mais importantes mestres do ritmo no estado, devido sua trajetória na composição de músicas no estilo tradicional “pau e corda”. Em homenagem, a data foi intitulada como o Dia Municipal do Carimbó, instituído em 2004. Entretanto, as diferenças regionais do estado ressaltam-se também em fatores musicais onde no sudeste e sul paraense (destacadamente a região de Carajás), por exemplo, há uma clara preferência por ritmos como o forró e o sertanejo em detrimento do brega e do carimbó, ritmos tradicionais do nordeste paraense.

### Festas populares

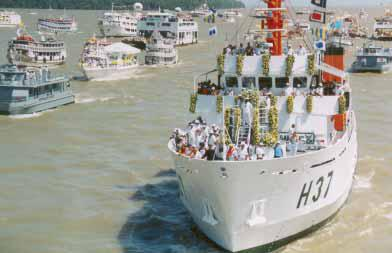
NHo Garnier Sampaio (H-37) liderando a romaria fluvial do Círio de Nossa Senhora de Nazaré, em 2005.

As manifestações culturais são bem diversificadas, no segundo domingo de outubro a cidade de Belém recebe devotos de todo o Brasil na procissão do Círio de Nazaré, em homenagem a Nossa Senhora de Nazaré. Cerca de milhões de pessoas participam de uma das maiores festas católicas do país.
Entre as manifestações culturais mais apreciadas estão os folguedos populares. São festas, cheias de dramaticidade e alegria, que acontecem, tradicionalmente, em datas marcadas. O çairé, no município de Santarém, é uma festa que dura oito dias, misturando o profano e o religioso. A Marujada, em Bragança, reúne vários ritmos, dançados, basicamente, por mulheres. Tem ainda o Boi Bumbá, mistura de dança, batuque e drama, e os Cordões de Pássaros, já quase esquecidos, mas ainda encenados na periferia de Belém. No sudeste do estado, as intensas tradições nordestinas e sulistas fazem com que, respectivamente, Marabá realize os maiores festejos juninos paraenses, com arraiais em toda a cidade, além de barracas de comidas típicas e bebidas, e Tucumã realize a manifestação cultural chamada "feira dos estados", de folclore sulista, com música e tradições como o uso da bombacha e alguns traços culinários como o charque, o chimarrão e o churrasco, além de venda de comidas típicas. Também em diversas cidades do estado do Pará são realizadas feiras agropecuárias com exibição de espetáculos, cavalgadas, leilões, exposição de animais, mostra comercial e industrial, parque de diversões, rodeios e outros atrativos.
Na segunda semana de junho ocorre o Festival Folclórico de Altamira, organizado pela AGFAL (Associação dos Grupos Folclóricos de Altamira). O evento ocorre desde 2003 e é considerada a maior festa cultural da Transamazônica.

### Feriados
No estado do Pará, só há um feriado estadual: o dia 15 de agosto, em homenagem à adesão do Grão-Pará à independência do Brasil. Este feriado foi oficializado através da Lei n.º 9.093, de setembro de 1995, proposta pelo deputado estadual Zeno Veloso.